# Torneo di Wimbledon 2011
Il Torneo di Wimbledon 2011 è stata la 125ª edizione dei Championships, torneo di tennis giocato sull'erba e terza prova stagionale dello Slam per il 2011; si è disputato tra il 20 giugno e il 3 luglio 2011 sui 19 campi dell'All England Lawn Tennis and Croquet Club, comprendendo per la categoria Seniors i tornei di singolare maschile e femminile, e di doppio maschile, femminile e misto. I campioni uscenti dei singolari maschile e femminile erano rispettivamente Rafael Nadal e Serena Williams. Novak Đoković ha vinto il singolare maschile battendo in finale Rafael Nadal, Serena Williams ha perso nel quarto turno contro Marion Bartoli. Petra Kvitová ha conquistato il titolo nel singolare femminile battendo in finale Marija Šarapova.

## Sommario
Novak Đoković si è aggiudicato il torneo del singolare maschile battendo all'esordio il francese Jérémy Chardy 6-4, 6-1, 6-1. Nel secondo turno ha avuto la meglio sul sudafricano Kevin Anderson in tre set con il punteggio di 6–3, 6–4, 6–2. Nel turno successivo ha dovuto giocare quattro set per battere ii cipriota Marcos Baghdatis per 6–4, 4–6, 6–3, 6–4. Negli ottavi di finale ha sconfitto il francese Michaël Llodra questa volta in tre set per 6-3, 6-3, 6-3. Nei quarti ha avuto la meglio sull'australiano Bernard Tomić per 6–2, 3–6, 6–3, 7–5. In semifinale ha battuto il francese Jo-Wilfried Tsonga ancora una volta in quattro set con il punteggio di 7–6(4), 6–2, 6(9)–7, 6–3. In finale ha sconfitto Rafael Nadal in quattro set con il punteggio di 6–4, 6–1, 1–6, 6–3.
Petra Kvitová ha vinto il torneo del singolare femminile. Nel primo turno ha battuto la statunitense Alexa Glatch con il punteggio di 6-2, 6-2. Nel secondo turno ha sconfitto Anne Keothavong per 6–2, 6–1. Nel turno successivo ha avuto la meglio sull'italiana Roberta Vinci con il punteggio di 6–3, 6-3. Negli ottavi di finale ha battuto Yanina Wickmayer per 6-0, 6-2. Nei quarti Cvetana Pironkova ha ceduto per 6–3, 6(5)–7, 6–2. In semifinale ha battuto Viktoryja Azaranka per 6–1, 3–6, 6–2 e in finale la russa Marija Šarapova con il punteggio di 6–3, 6–4.

## Programma del torneo
Il torneo si svolge in tredici giornate divise in due settimane; la prima domenica non si è svolto alcun incontro. Tradizionalmente questo giorno viene chiamato Middle Sunday.

## Qualificazioni e sorteggio
Le qualificazioni si sono disputate dal 13 al 16 giugno 2011. Si sono qualificati i vincitori del terzo turno per i singolari e del secondo turno per i doppi:
- Per il singolare maschile: Andreas Beck, Karol Beck, Ruben Bemelmans, Flavio Cipolla, Frank Dancevic, Kenny de Schepper, Rik De Voest, Martin Fischer, Łukasz Kubot, Lukáš Lacko, Marinko Matosevic, Conor Niland, Édouard Roger-Vasselin, Igor Sijsling, Cedrik-Marcel Stebe, Bernard Tomić
- Per il singolare femminile: Mona Barthel, Chang Kai-chen, Vitalija D'jačenko, Misaki Doi, Marina Eraković, Irina Falconi, Camila Giorgi, Alexa Glatch, Kristýna Plíšková, Tamarine Tanasugarn, Lesja Curenko, Aleksandra Wozniak
- Per il doppio maschile: Karol Beck / David Škoch, Ryan Harrison / Travis Rettenmaier, Treat Conrad Huey / Izak van der Merwe, David Rice / Sean Thornley
- Per il doppio femminile: Shūko Aoyama / Rika Fujiwara, Vesna Dolonc / Katalin Marosi, Lindsay Lee-Waters / Megan Moulton-Levy, Urszula Radwańska / Arina Rodionova

I giocatori ammessi al tabellone come lucky loser sono:
- Per il singolare maschile: Simone Bolelli, Ryan Harrison, Gō Soeda, Grega Žemlja
- Per il singolare femminile: Stéphanie Dubois, Stéphanie Foretz
- Per il doppio maschile:, Leoš Friedl / David Martin, Sanchai Ratiwatana / Sonchat Ratiwatana
- Per il doppio femminile: Marina Eraković / Tamarine Tanasugarn

Le wildcard sono state assegnate a:
- Per il singolare maschile:  Arnaud Clément,  Daniel Cox,  Daniel Evans,  Alejandro Falla,  Gilles Müller,  Dudi Sela,  James Ward.
- Per il singolare femminile:  Naomi Broady,  Katie O'Brien,  Eléni Daniilídou,  Sabine Lisicki,  Laura Robson,  Heather Watson,  Emily Webley-Smith.
- Per il doppio maschile:  Jamie Delgado /  Jonathan Marray,  Chris Eaton /  Joshua Goodall,  Colin Fleming /  Ross Hutchins,  Lleyton Hewitt/  Peter Luczak.
- Per il doppio femminile:  Sarah Borwell /  Melanie South,  Anne Keothavong /  Laura Robson,  Jocelyn Rae /  Heather Watson.

Il sorteggio dei tabelloni è stato effettuato venerdì 17 giugno 2011. Curiosamente il sorteggio ha messo di fronte nel 1º turno del singolare maschile nuovamente John Isner e Nicolas Mahut, che nel 2010 erano stati i protagonisti della partita più lunga della storia.

## Tennisti partecipanti ai singolari

### Singolare maschile
- Singolare maschile

| Campione Dokovic      | Campione Dokovic    | Finalista               | Finalista               |
| --------------------- | ------------------- | ----------------------- | ----------------------- |
|                       |                     | Rafael Nadal (1)        |                         |
| Semifinalisti         |                     |                         |                         |
| Andy Murray (4)       | Andy Murray (4)     | Jo-Wilfried Tsonga (12) | Jo-Wilfried Tsonga (12) |
| Eliminati ai quarti   |                     |                         |                         |
| M Fish (10)           | F López             | R Federer (3)           | B Tomić (Q)             |
| Eliminati agli ottavi |                     |                         |                         |
| JM del Potro (24)     | T Berdych (6)       | R Gasquet (17)          | Ł Kubot (Q)             |
| D Ferrer (7)          | M Južnyj (18)       | X Malisse               | M Llodra (19)           |
| Eliminati al 3º turno |                     |                         |                         |
| G Müller (WC)         | G Simon (15)        | R Haase                 | A Bogomolov Jr.         |
| I Ljubičić            | S Bolelli (LL)      | G Monfils (9)           | A Roddick (8)           |
| K Beck (Q)            | F González (PR)     | N Almagro (16)          | D Nalbandian (28)       |
| R Söderling (5)       | J Melzer (11)       | Y-h Lu                  | M Baghdatis (32)        |
| Eliminati al 2º turno |                     |                         |                         |
| R Sweeting            | M Raonic (31)       | Olivier Rochus          | D Sela (WC)             |
| D Istomin             | F Verdasco (21)     | JI Chela (25)           | J Benneteau             |
| T Kamke               | S Stachovs'kyj      | I Kunicyn               | S Wawrinka (14)         |
| G Žemlja (LL)         | I Karlović          | R Schüttler             | V Hănescu               |
| R Harrison (LL)       | G García López (26) | R De Voest (Q)          | G Dimitrov              |
| J Isner               | S Devvarman         | A Haider-Maurer         | A Mannarino             |
| L Hewitt              | I Andreev           | F Mayer (20)            | D Tursunov              |
| V Troicki (13)        | R Mello             | A Seppi                 | K Anderson              |
| Eliminati al 1º turno |                     |                         |                         |
| M Russell             | P Andújar           | T Haas (PR)             | M Gicquel (LL)          |
| F Cipolla (Q)         | K de Schepper (Q)   | F Gil                   | É Roger-Vasselin (Q)    |
| M Granollers          | P Kohlschreiber     | P Riba                  | R Štěpánek              |
| M Matosevic (Q)       | D Young             | R Bemelmans (Q)         | F Volandri              |
| D Gimeno Traver       | B Kavčič            | D Cox (WC)              | M Čilić (27)            |
| S Giraldo             | I Sijsling (Q)      | M Fischer (Q)           | P Starace               |
| M Bachinger           | L Lacko (Q)         | A Clemént (WC)          | J Tipsarević (23)       |
| T Bellucci (30)       | M Berrer            | J Pospíšil              | A Beck (Q)              |
| B Paire               | I Dodig             | C Berlocq               | A Golubev               |
| A Dolhopolov (22)     | R Ramírez Hidalgo   | CM Stebe (Q)            | G Soeda (Q)             |
| J Nieminen            | N Mahut             | D Gremelmayr            | J Mónaco                |
| J Reister             | F Serra             | C Niland (Q)            | M Kukuškin              |
| P Petzschner          | K Nishikori         | T Gabašvili             | N Davydenko (29)        |
| D Evans (WC)          | M Zverev            | E Gulbis                | A Falla (WC)            |
| M González            | T Robredo           | F Dancevic (Q)          | J Ward (WC)             |
| J Blake               | A Montañés          | I Marčenko              | J Chardy                |

### Singolare femminile
- Singolare femminile

| Campionessa           | Campionessa         | Finalista              | Finalista              |
| --------------------- | ------------------- | ---------------------- | ---------------------- |
| Petra Kvitová (8)     | Petra Kvitová (8)   | Marija Šarapova (5)    | Marija Šarapova (5)    |
| Semifinaliste         |                     |                        |                        |
| Sabine Lisicki (WC)   | Sabine Lisicki (WC) | Viktoryja Azaranka (4) | Viktoryja Azaranka (4) |
| Eliminate ai quarti   |                     |                        |                        |
| D Cibulková (24)      | M Bartoli (9)       | T Paszek               | C Pironkova (32)       |
| Eliminate agli ottavi |                     |                        |                        |
| C Wozniacki (1)       | S Peng (20)         | P Cetkovská            | S Williams (7)         |
| K Pervak              | N Petrova           | Y Wickmayer (19)       | V Williams (23)        |
| Eliminate al 3º turno |                     |                        |                        |
| J Gajdošová (27)      | J Görges (16)       | M Czink (PR)           | K Koukalová            |
| M Doi (Q)             | A Ivanović (18)     | F Pennetta (21)        | M Kirilenko (26)       |
| F Schiavone (6)       | A Petković (11)     | K Bondarenko           | D Hantuchová (25)      |
| R Vinci (29)          | S Kuznecova (12)    | MJ Martínez Sánchez    | V Zvonarëva            |
| Eliminate al 2º turno |                     |                        |                        |
| V Razzano             | A Hlaváčková        | P Hercog               | M Johansson            |
| N Jakimava            | E Baltacha          | L Šafářová (31)        | L Robson (WC)          |
| N Li (3)              | J Zheng             | E Daniilídou (WC)      | A Radwańska (13)       |
| L Domínguez Lino      | E Rodina            | T Tanasugarn (Q)       | S Halep                |
| B Strýcová            | C McHale            | P Parmentier           | S Dubois (LL)          |
| A Pavljučenkova (14)  | S Errani            | M Eraković (Q)         | I Benešová             |
| A Keothavong          | R Marino            | A Tatišvili            | A Dulgheru             |
| M Niculescu           | K Date              | P Martić               | E Vesnina              |
| Eliminate al 1º turno |                     |                        |                        |
| A Parra Santonja      | S Mirza             | A Rodionova            | A Bondarenko           |
| M Lučić-Baroni        | J Larsson           | H Watson (WC)          | A Medina Garrigues     |
| S Stosur (10)         | S Arvidsson         | M Barthel (Q)          | K Flipkens             |
| L Hradecká            | E Webley-Smith (WC) | A Kerber               | A Cakvetadze           |
| A Kudrjavceva         | A Sevastova         | Z Ondrášková           | B Mattek-Sands (30)    |
| M Oudin               | C Vandeweghe        | K Barrois              | V Havarcova            |
| K Plíšková            | R Oprandi           | C Scheepers            | IC Begu                |
| A Brianti             | J Švedova           | B Jovanovski           | A Rezaï                |
| J Dokić               | A Wozniak (Q)       | A Morita               | E Makarova (28)        |
| S Peer (22)           | S Cîrstea           | I Falconi (Q)          | S Foretz (LL)          |
| L Curenko (Q)         | V Dolonc            | A Cornet               | K Kanepi (17)          |
| V D'jacenko (Q)       | K-c Chang (Q)       | S Záhlavová            | M Rybáriková           |
| A Glatch (Q)          | N Broady (WC)       | P Mayr-Achleitner      | V Duševina             |
| V Lepchenko           | A Pivovarova        | J Craybas              | S Zhang                |
| J Janković (15)       | S Bammer            | K O'Brien (WC)         | A Amanmuradova         |
| C Giorgi (Q)          | V King              | L Pous Tió             | A Riske                |

## Calendario

### 20 giugno (1º giorno)
Nella prima giornata si sono giocati gli incontri del primo turno dei singolari maschili e femminili in base al programma della giornata
La prima giornata è stata caratterizzata dalla pioggia che è arrivata alle 17 circa, ora di Londra, e ha costretto gli organizzatori a sospendere tutti i match tranne quelli sul centrale, che sono andati avanti grazie al tetto retrattile che ha evitato alla pioggia di disturbare il gioco.

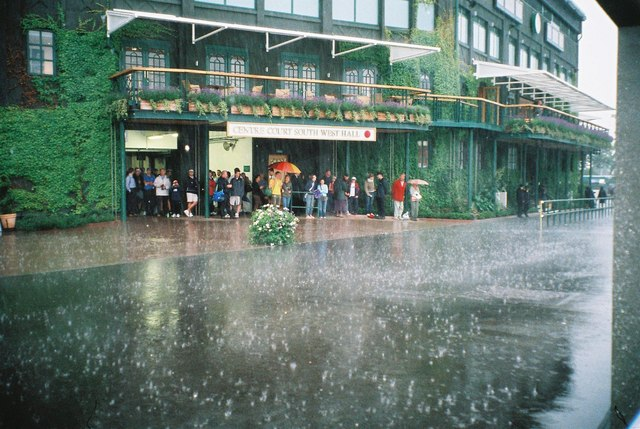
La pioggia è stata la protagonista della prima giornata.

Nel torneo del singolare maschile Rafael Nadal, detentore del titolo dell'anno precedente ha inaugato il programma sul Centre Court battendo l'americano Michael Russell per 6-4, 6-2, 6-2.

Il canadese, originario di Podgorica, Milos Raonic ha vinto in tre set contro Marc Gicquel con il punteggio complessivo di 6-3, 7–6(3), 6-3. Il lussemburghese Gilles Müller ha battuto il tedesco Tommy Haas. Lo spagnolo Feliciano López che ha ottenuto le sue migliori prestazione a Wimbledon nel 2005 e nel 2008 ha battuto per 6-4, 7-5, 6-3 il tedesco Michael Berrer. Il brasiliano Thomaz Bellucci, numero 30 del tabellone, ha perso per 7–6(3), 6-4, 6-2 contro il tedesco Rainer Schüttler, il giocatore più anziano nel tabellone maschile. Il vincitore di Halle, il tedesco Philipp Kohlschreiber ha perso dall'uzbeko Denis Istomin, che ha avuto la meglio con il punteggio di 4-6, 6-3, 6-3, 6-3. Gaël Monfils ha sconfitto il tedesco, numero 98 del mondo Matthias Bachinger con il punteggio di 6-4, 7–6(3), 6-3. Il francese Richard Gasquet ha vinto per 7-5, 6-3, 7–6(3) sul colombiano Santiago Giraldo. La wildcard israeliana Dudi Sela ha eliminato il portoghese Frederico Gil, contro il quale aveva perso quest'anno nelle qualificazioni del torneo di Sydney.
 L'americano Mardy Fish, finalista al Queen's nel 2010 ha eliminato Marcel Granollers per 7–6(3), 7–6(5), 6-4. Lo svizzero Stan Wawrinka ha battuto l'italiano Potito Starace per 6-3, 6-4, 6-4. Tomáš Berdych ha battuto Filippo Volandri per 6-2, 6-2, 6-1. Simone Bolelli, entrato nel tabellone principale come lucky loser ha battuto l'austriaco Martin Fischer per 7-5, 6-4, 6-4. La pioggia a costretto i giocatori a interrompere le partite sui campi minori e si è potuto proseguire solo sul Centre Court. Nel primo turno Andy Murray ha battuto Daniel Gimeno Traver dopo avere perso il primo set per 6-4, ma riuscendo alla fine a prevale con il punteggio di 4-6, 6-3, 6-0, 6-0.
Nel torneo del singolare femminile Venus Williams, al ritorno sui prati di Wimbledon dopo un infortunio, approda al secondo turno dopo aver sconfitto per 6-3, 6-1 l'uzbeka Akgul Amanmuradova.
La giapponese Kimiko Date sconfigge la britannica Katie O'Brien per 6-0, 7-5 all'età di 40 anni e 8 mesi diventando la seconda tennista più anziana a vincere a Wimbledon, dopo che Martina Navrátilová che vinse il suo ultimo incontro a Wimbledon a 47 anni e 8 mesi, nel 2004. La numero 22 Shahar Peer cede a Ksenija Pervak. La russa si impone per 5-7, 6-4, 6-4. L'italiana Sara Errani ha battuto la semifinalista dell'anno precedente, l'estone Kaia Kanepi per 6-1, 6-4.
Francesca Schiavone ha battuto l'ex numero 4 del mondo Jelena Dokić.
 La finalista del 2010, Vera Zvonarëva, ha vinto in tre set contro l'americana Alison Riske. Svetlana Kuznecova ha vinto contro la cinese Shuai Zhang, dopo aver perso il primo set, con il punteggio di 3-6, 6-3, 6-4. Yanina Wickmayer ha sconfitto la statunitense Varvara Lepchenko per 7-5, 6-3. Il programma non si è potuto completare a causa del maltempo.
| Incontri sui campi principali | Incontri sui campi principali                  | Incontri sui campi principali                  | Incontri sui campi principali |
| Incontri sul Centre Court     | Incontri sul Centre Court                      | Incontri sul Centre Court                      | Incontri sul Centre Court     |
| Turno                         | Vincitore                                      | Perdente                                       | Punteggio                     |
| ----------------------------- | ---------------------------------------------- | ---------------------------------------------- | ----------------------------- |
| 1º turno singolare maschile   | Rafael Nadal [1]                               | Michael Russell                                | 6-4, 6-2, 6-2                 |
| 1º turno singolare femminile  | Francesca Schiavone [6]                        | Jelena Dokić                                   | 6-4, 1-6, 6-3                 |
| 1º turno singolare maschile   | Andy Murray [4]                                | Daniel Gimeno Traver                           | 4-6, 6-3, 6-0, 6-0            |
| Incontri sul No. 1 Court      |                                                |                                                |                               |
| Turno                         | Vincitore                                      | Perdente                                       | Punteggio                     |
| 1º turno singolare femminile  | Vera Zvonarëva [2]                             | Alison Riske                                   | 6-0, 3-6, 6-3                 |
| 1º turno singolare maschile   | Tomáš Berdych [6]                              | Filippo Volandri                               | 6-2, 6-2, 6-1                 |
| 1º turno singolare maschile   | Andreas Beck [Q] vs. Andy Roddick [8]          | Andreas Beck [Q] vs. Andy Roddick [8]          | Rinviato                      |
| Incontri sul No. 2 Court      |                                                |                                                |                               |
| Turno                         | Vincitore                                      | Perdente                                       | Punteggio                     |
| 1º turno singolare femminile  | Venus Williams [23]                            | Akgul Amanmuradova                             | 6-1, 6-3                      |
| 1º turno singolare maschile   | Gaël Monfils [9]                               | Matthias Bachinger                             | 6-4, 7-63, 3-3                |
| 1º turno singolare femminile  | Magdaléna Rybáriková vs Viktoryja Azaranka [4] | Magdaléna Rybáriková vs Viktoryja Azaranka [4] | Rinviato                      |
| 1º turno singolare maschile   | Radek Štěpánek vs Fernando Verdasco [21]       | Radek Štěpánek vs Fernando Verdasco [21]       | Rinviato                      |

Teste di serie eliminate:
- Singolare maschile:  Thomaz Bellucci [30]
- Singolare femminile:  Kaia Kanepi [17],  Shahar Peer [22],  Ekaterina Makarova [28]

### 21 giugno (2º giorno)
Nella 2ª giornata si sono giocati gli incontri del primo turno dei singolari maschili e femminili in base al programma della giornata

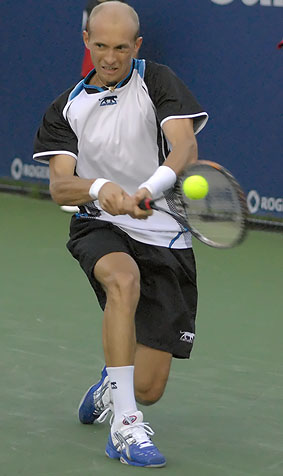
Nikolaj Davydenko esce al 1º turno del torneo di Wimbledon

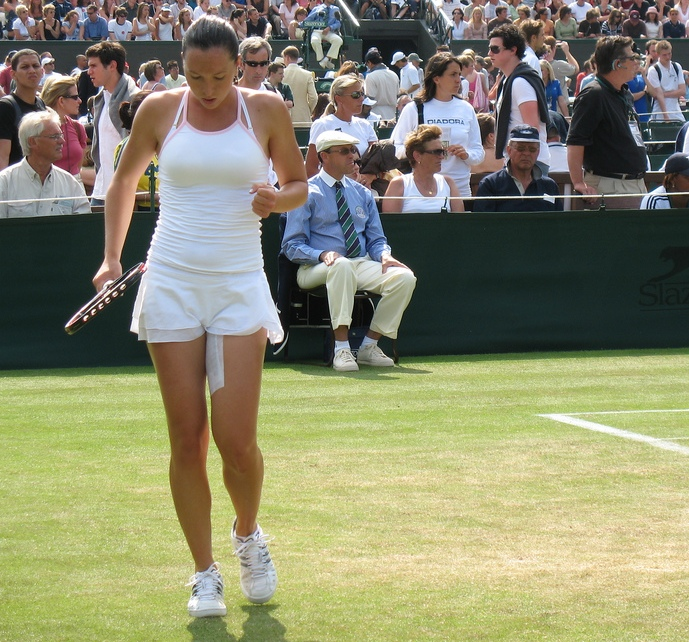
Jelena Janković, ex numero 1 del mondo, esce al 1º turno

Nel torneo del singolare maschile Novak Đoković ha battuto il francese Jérémy Chardy. Il numero 2 del mondo ha vinto il primo set per 6-4 e gli altri due 6-1 e 6-1. Roger Federer ha sconfitto il kazako Michail Kukuškin il punteggio finale dell'incontro è 7–6(2), 6-4, 6-2.Fernando Verdasco, dopo aver perso il primo set, ha battuto il ceco Radek Štěpánek al quinto set approdando così al secondo turno. La testa di serie numero 8 Andy Roddick, finalista tre volte ai Championships nel 2004, 2005 e 2009, si è imposto per 6-4 7–6(6) 6-3 sul tedesco Andreas Beck. Il serbo Janko Tipsarević è stato costretto al ritiro nel match contro il croato Ivo Karlović al primo turno. Gilles Simon raggiunge il secondo turno battendo il francese Édouard Roger-Vasselin. La testa di serie numero 15 ha vinto con il punteggio di 4-6 6-4 6-3 7–6(3). L'italiano Andreas Seppi ha sconfitto in tre set lo spagnolo Albert Montañés per 6-4, 6-4, 7-5. Flavio Cipolla ha perso contro l'argentino Juan Martín del Potro che ha vinto in tre set con il punteggio di 6-1 6-4 6-3.
 Passa al 2º turno anche lo spagnolo David Ferrer, testa di serie numero 7 che elimina il francese Benoît Paire. Robin Söderling batte il tedesco Philipp Petzschner approdando al secondo turno. Il francese Nicolas Mahut viene battuto da John Isner nella riedizione della partita più lunga della storia. Lo statunitense ha la meglio dopo due ore di gioco e il risultato finale è 7–6(4), 6-2, 7–6(6).
Nel torneo del singolare femminile Serena Williams ha battuto sul centrale la francese Aravane Rezaï con il punteggio di 6-3, 3-6, 6-1 mettendosi a piangere dopo l'incontro a causa della forzata rinuncia a tanti tornei che era stata costretta a saltare per un grave infortunio. La serba Jelena Janković perde in tre set contro la spagnola María José Martínez Sánchez: la ex numero 1 del mondo perde per 7-5, 4-6, 3-6.Andrea Petković, testa di serie numero 11, elimina la francese Stéphanie Foretz con il punteggio di 6-3 6-4. La ventenne danese Caroline Wozniacki, numero uno del mondo, ha vinto per 6-2 6-1 contro la spagnola Arantxa Parra Santonja. La russa, testa di serie numero 5, Marija Šarapova, vincitrice dell'edizione 2004, ha battuto con il punteggio di 6-2 6-1 la connazionale Anna Čakvetadze. Passa al secondo turno anche la cinese Li Na, vincitrice dell'Open di Francia battendo la russa Alla Kudrjavceva con il punteggio finale di 6-3 6-3.
Petra Kvitová ha la meglio nel primo turno sulla statunitense Alexa Glatch battuta con il punteggio di 6-2 6-2. Anastasija Pavljučenkova riesce a battere l'ucraina Lesja Curenko per 6-4 7–6(3). Nadia Petrova accede al secondo turno, battendo in due set per 6-3 6-4 la sua connazionale Vesna Dolonc. Viktoryja Azaranka approfitta del ritiro di Magdaléna Rybáriková sul punteggio di 6-4, 3-2 e passa al 2º turno. La rumena Simona Halep batte Bojana Jovanovski con il punteggio di 6-1 6-2. La canadese Stéphanie Dubois elimina la statunitense Irina Falconi con un doppio 6-2. La neozelandese Marina Eraković batte Chang Kai-chen per 6-4 6-2 e accede al secondo turno.

| Incontri sui campi principali | Incontri sui campi principali | Incontri sui campi principali | Incontri sui campi principali |
| Incontri sul Centre Court     | Incontri sul Centre Court     | Incontri sul Centre Court     | Incontri sul Centre Court     |
| Turno                         | Vincitore                     | Perdente                      | Punteggio                     |
| ----------------------------- | ----------------------------- | ----------------------------- | ----------------------------- |
| 1º turno singolare femminile  | Serena Williams [7]           | Aravane Rezaï                 | 6-3, 3-6, 6-1                 |
| 1º turno singolare maschile   | Roger Federer [3]             | Michail Kukuškin              | 7-62, 6-4, 6-2                |
| 1º turno singolare maschile   | Novak Đoković [2]             | Jérémy Chardy                 | 6-4, 6-1, 6-1                 |
| 1º turno singolare femminile  | Marija Šarapova [5]           | Anna Čakvetadze               | 6–2, 6–1                      |
| Incontri sul No. 1 Court      |                               |                               |                               |
| Turno                         | Vincitore                     | Perdente                      | Punteggio                     |
| 1º turno singolare maschile   | Andy Roddick [8]              | Andreas Beck [Q]              | 6-4, 7-66, 6-3                |
| 1º turno singolare femminile  | Caroline Wozniacki [1]        | Arantxa Parra Santonja        | 6-2, 6-1                      |
| 1º turno singolare maschile   | Robin Söderling [5]           | Philipp Petzschner            | 6–4, 6–4, 2–6, 7–6(5)         |
| Incontri sul No. 2 Court      |                               |                               |                               |
| Turno                         | Vincitore                     | Perdente                      | Punteggio                     |
| 1º turno singolare maschile   | Fernando Verdasco [21]        | Radek Štěpánek                | 2-6, 4-6, 6-3, 7-66, 9-7      |
| 1º turno singolare femminile  | Viktoryja Azaranka [4]        | Magdaléna Rybáriková          | 6-4, 3-2 ritiro               |
| 1º turno singolare maschile   | Michaël Llodra [19]           | James Ward                    | 6-3, 7-64, 6-3                |
| 1º turno singolare femminile  | Li Na [3]                     | Alla Kudrjavceva              | 6–3, 6–3                      |

Teste di serie eliminate:
- Singolare maschile:  Aleksandr Dolhopolov [22],  Janko Tipsarević [23],  Marin Čilić [27],  Nikolaj Davydenko [29]
- Singolare femminile:  Samantha Stosur [10],  Jelena Janković [15]

### 22 giugno (3º giorno)
Nella 3ª giornata si sono giocati gli incontri del secondo turno dei singolari maschili e femminili e del 1º turno del doppio femminile. Sono stati recuperati alcuni incontri del 1º turno dei singolari maschili e femminili in base al programma della giornata
Così come nella 1ª giornata la pioggia ha caratterizzato la giornata ritardando l'inizio degli incontri di circa tre ore, tranne quelli che si dovevano svolgersi sul Centre Court.

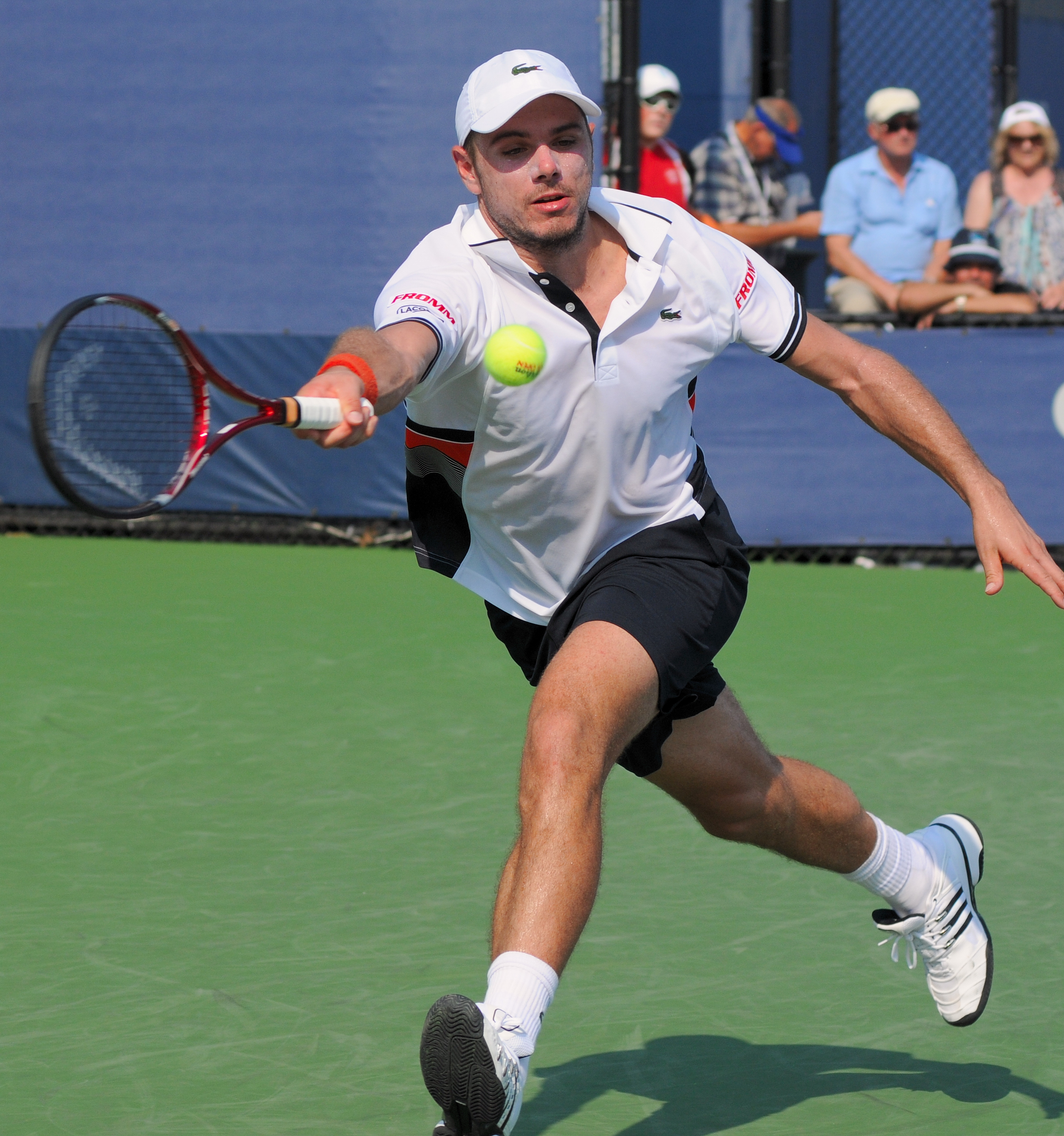
Stan Wawrinka esce dal torneo per mano di Simone Bolelli

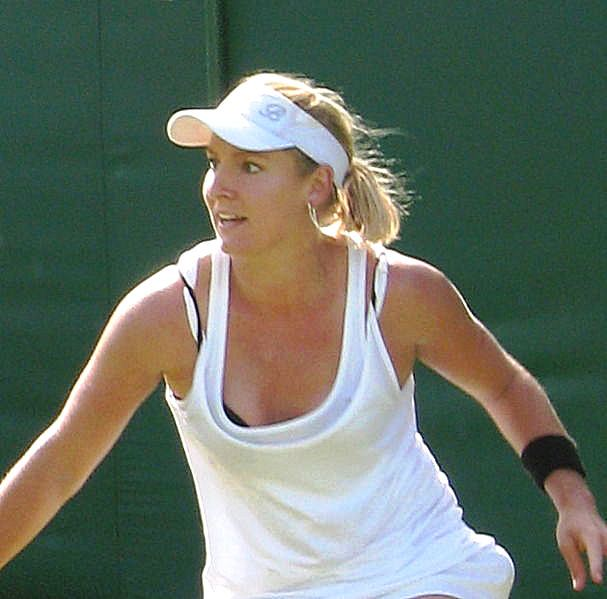
Bethanie Mattek-Sands esce al 1º turno del torneo

Nel torneo del singolare maschile il numero 1 del mondo Rafael Nadal accede al terzo turno battendo lo statunitense Ryan Sweeting in tre set con il punteggio finale di 6-3 6-3 7-5.
 Il ceco Tomáš Berdych, sesta testa di serie del torneo, nel suo match di secondo turno batte il francese Julien Benneteau in tre set.
Simone Bolelli ha eliminato Stan Wawrinka che esce dal torneo sconfitto per 7–6(5) 6-3 7–6(4).Andy Roddick accede al terzo turno superando in tre set Victor Hănescu: lo statunitense in poco meno di due ore di gioco mette a segno quindici ace e chiude l'incontro con il punteggio di 6–4, 6–3, 6–4.
Esce al 2º turno lo spagnolo Fernando Verdasco, testa di serie nº21, che è stato sconfitto dall'olandese Robin Haase per 6-3 6-4 4-6 6-2. Il lussemburghese Gilles Müller ha approfittato del ritiro del canadese Milos Raonic, infortunatosi a metà del primo set.
Nel torneo del singolare femminile Venus Williams raggiunge il terzo turno, eliminando la giapponese Kimiko Date, che ha giocato fino al 14º gioco del terzo set prima di arrendersi alla statunitense. Nel primo set la tennista giapponese va avanti di due break, prima 3-0 e poi 4-1, ma non riesce a chiudere rapidamente e si fa rimontare da Venus, che nell'ottavo game sfrutta i due doppi falli consecutivi dell'avversaria e arriva al 5-5. Al tie-break, però, è la giapponese a vincere per 8-6. Nel secondo parziale Venus ottiene il break del terzo gioco che viene difeso annullando due palle per il contro-break nel sesto game per andare poi a chiudere 6-3. Nel terzo set Venus va subito sul 2-0 e servizio, ma la Date risponde con l'immediato contro-break e la maggiore delle sorelle Williams si vede annullare 6 palle-break. Il match è in equilibrio fino al 7-6 a favore di Venus, quando un errore di dritto della giapponese dà il 15-40 alla Williams che chiude il match.
La russa Vera Zvonarëva, numero 2 del seeding ha battuto la connazionale Elena Vesnina. Vera ha vinto il primo set per 6-1 e il secondo parziale al tie-break con il punteggio di 7-5.
In un'ora di gioco la testa di serie numero 4, Viktoryja Azaranka ha battuto la ceca Iveta Benešová con il punteggio finale di 6-0 6-3. Nell'altra parte del tabellone la polacca Agnieszka Radwańska batte la bielorussa Vol'ha Havarcova, che cede il primo set 6-0 e si arrende poi ritirandosi sul 3-0 nel secondo parziale. La ceca Petra Kvitová, testa di serie numero 8, ha battuto la britannica Anne Keothavong, sconfitta con il punteggio di 6-2 6-1.
| Incontri sui campi principali | Incontri sui campi principali                 | Incontri sui campi principali                 | Incontri sui campi principali |
| Incontri sul Centre Court     | Incontri sul Centre Court                     | Incontri sul Centre Court                     | Incontri sul Centre Court     |
| Turno                         | Vincitore                                     | Perdente                                      | Punteggio                     |
| ----------------------------- | --------------------------------------------- | --------------------------------------------- | ----------------------------- |
| 2º turno singolare femminile  | Venus Williams [23]                           | Kimiko Date                                   | 6-76, 6-3, 8-6                |
| 2º turno singolare maschile   | Rafael Nadal [1]                              | Ryan Sweeting                                 | 6-3, 6-2, 6-4                 |
| 2º turno singolare maschile   | Andy Roddick [8]                              | Victor Hănescu                                | 6–4, 6–3, 6–4                 |
| Incontri sul No. 1 Court      |                                               |                                               |                               |
| Turno                         | Vincitore                                     | Perdente                                      | Punteggio                     |
| 2º turno singolare maschile   | Tomáš Berdych [6]                             | Julien Benneteau                              | 6-1, 6-4, 6-2                 |
| 2º turno singolare maschile   | Andy Murray [4]                               | Tobias Kamke                                  | 6–3, 6–3, 7–5                 |
| 2º turno singolare femminile  | Petra Kvitová [8]                             | Anne Keothavong                               | 6–2, 6–1                      |
| Incontri sul No. 2 Court      |                                               |                                               |                               |
| Turno                         | Vincitore                                     | Perdente                                      | Punteggio                     |
| 2º turno singolare maschile   | Mardy Fish [10]                               | Denis Istomin                                 | 7-66, 6-4, 6-4                |
| 2º turno singolare femminile  | Vera Zvonarëva [2]                            | Elena Vesnina                                 | 6–1, 7–6(5)                   |
| 2º turno singolare maschile   | Juan Martín del Potro [24] vs. Olivier Rochus | Juan Martín del Potro [24] vs. Olivier Rochus | 6(7)–7 sospesa                |

Teste di serie eliminate:
- Singolare maschile:  Stan Wawrinka [14],  Fernando Verdasco [24],  Juan Ignacio Chela [25],  Milos Raonic [31]
- Singolare femminile:  Bethanie Mattek-Sands [30]
- Doppio femminile:  Chuang Chia-jung /  Hsieh Su-wei [15]

### 23 giugno (4º giorno)
Nella 4ª giornata si sono giocati gli incontri del secondo turno dei singolari maschili e femminili e del 1º turno dei doppi maschili e femminili in base al programma della giornata
La pioggia ha condizionato anche il 4º giorno interrompendo diverse volte il gioco sui campi diversi dal centrale su cui si è giocato per tutta la giornata con il tetto retrattile chiuso.

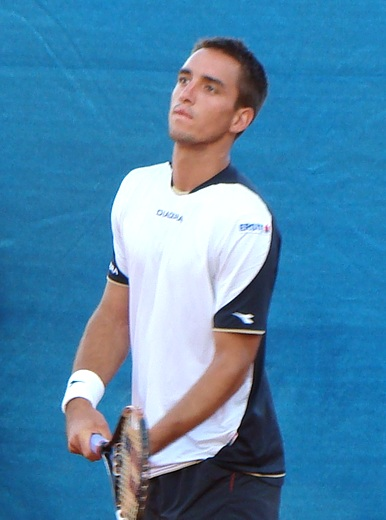
Viktor Troicki esce al 2º turno del torneo di singolare

Nel torneo del singolare maschile il numero 2 del mondo Novak Đoković, raggiunge il terzo turno battendo il sudafricano Kevin Anderson con il punteggio di 6–3, 6–4, 6–2.Roger Federer batte il giovane francese Adrian Mannarino. L'ex detentore del titolo di Wimbledon s'impone per 6-2, 6-3 6-2. L'ex numero 1 del mondo Lleyton Hewitt, vincitore a Wimbledon nel 2002, perde contro lo svedese Robin Söderling per 6(5)–7 3-6 7-5 6-4 6-4. Il francese Jo-Wilfried Tsonga vince contro il giovane Grigor Dimitrov che costringe il francese a giocare 2 tie-break ma è costretto a cedere definitivamente con il punteggio di 6(4)–7, 6–4, 6–4, 7–6(8). I due argentini Juan Martín del Potro e David Nalbandian passano al 3º turno: il primo ha vinto contro il belga Olivier Rochus con il punteggio di 6-7 6-1, 6-0, 6-4, il secondo vince contro l'austriaco Haider Maurer per 6-3, 3-6, 6-4, 6-4.

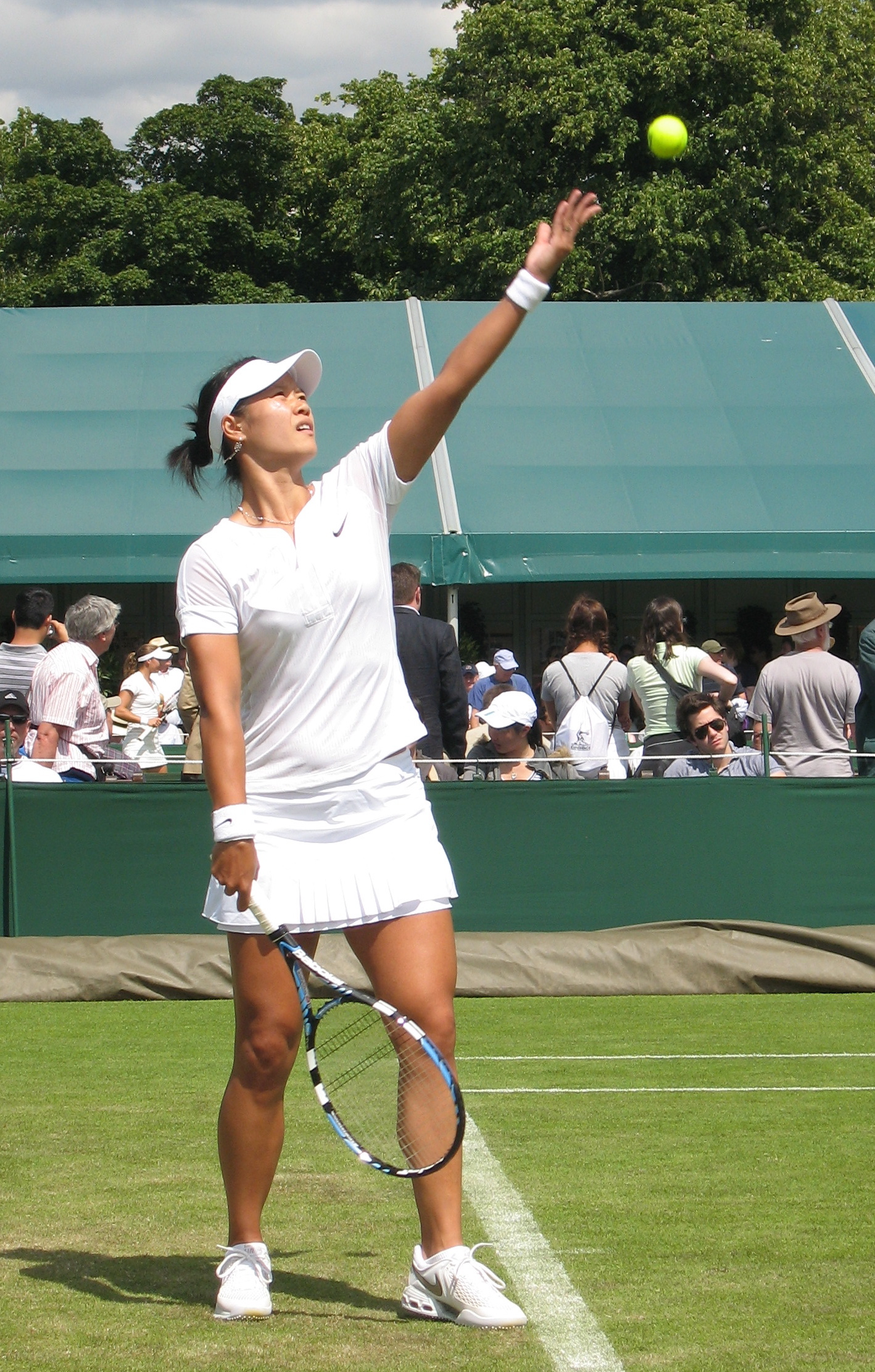
Li Na, vincitrice del Roland Garros, esce al 2º turno del torneo

 Il russo Michail Južnyj batte 6-2 6-4 6-4 l'indiano Somdev Devvarman passando al turno successivo. Lo spagnolo Nicolás Almagro, nº16 del seeding, sconfigge in quattro set con il punteggio di 7–6(3) 7–6(5) 6(5)–7 6-3 lo statunitense John Isner, il francese Michaël Llodra, nº19 del seeding, sconfigge per 6-2 4-6 6-2 6-3 il brasiliano Ricardo Mello. Escono il serbo Viktor Troicki e il tedesco Florian Mayer, sconfitto in quattro set con il punteggio di 1-6 6-3 6-2 6-2 dal belga Xavier Malisse.
Nel torneo del singolare femminile Serena Williams ottiene la sua vittoria sul No. 2 Court, conosciuto anche come il cimitero dei campioni. La tennista statunitense, settima testa di serie del torneo ha chiuso il suo incontro perdendo il primo set ma imponendosi alla fine con il punteggio complessivo di 3–6, 6–2, 6–1.
La serba ex numero 1 del mondo Ana Ivanović ha vinto contro la greca Eléni Daniilídou che è costretta a capitolare per 6-3 6-0 dopo 56 minuti di gioco. Svetlana Kuznecova ha la meglio sulla rumena Alexandra Dulgheru. La russa vince il primo parziale per 6-0 in 17 minuti di gioco e il 2º per 6-2 aggiudicandosi il match. La tedesca Sabine Lisicki elimina in tre set la vincitrice del Roland Garros e numero 4 del mondo Li Na. Sabine ha perso il primo set per 6-3 ma si è aggiudicata i successi 2 parziali per 6–4, 8–6. Il terzo si è protratto fino al 14° gioco perché a Wimbledon non c'è tie-break nel set decisivo sia nel singolare maschile che nel singolare femminile. La testa di serie numero 13, Agnieszka Radwańska perde in tre set contro la ceca Petra Cetkovská ed è costretta ad abbandonare prematuramente il torneo di singolare. A passare il turno sono anche Francesca Schiavone, vincitrice in due set contro la ceca Barbora Strýcová, Flavia Pennetta che ha battuto la russa Evgenija Rodina e Kateryna Bondarenko.
| Incontri sui campi principali | Incontri sui campi principali      | Incontri sui campi principali      | Incontri sui campi principali  |
| Incontri sul Centre Court     | Incontri sul Centre Court          | Incontri sul Centre Court          | Incontri sul Centre Court      |
| Turno                         | Vincitore                          | Perdente                           | Punteggio                      |
| ----------------------------- | ---------------------------------- | ---------------------------------- | ------------------------------ |
| 2º turno singolare maschile   | Robin Söderling [5]                | Lleyton Hewitt                     | 6–7(5), 3–6, 7–5, 6–4, 6–4     |
| 2º turno singolare femminile  | Sabine Lisicki [WC]                | Li Na [3]                          | 3–6, 6–4, 8–6                  |
| 2º turno singolare maschile   | Roger Federer [3]                  | Adrian Mannarino                   | 6–2, 6–3, 6–2                  |
| Incontri sul No. 1 Court      |                                    |                                    |                                |
| Turno                         | Vincitore                          | Perdente                           | Punteggio                      |
| 2º turno singolare maschile   | Novak Đoković [2]                  | Kevin Anderson                     | 6–3, 6–4, 6–2                  |
| 2º turno singolare maschile   | Jo-Wilfried Tsonga [12]            | Grigor Dimitrov                    | 6–74, 6–4, 6–4, 7–68           |
| Incontri sul No. 2 Court      |                                    |                                    |                                |
| Turno                         | Vincitore                          | Perdente                           | Punteggio                      |
| 2º turno singolare femminile  | Serena Williams [7]                | Simona Halep                       | 3–6, 6–2, 6–1                  |
| 2º turno singolare maschile   | Juan Martín del Potro [24]         | Olivier Rochus                     | 6–7, 6–1, 6–0, 6–4             |
| 2º turno singolare maschile   | David Ferrer [7] vs. Ryan Harrison | David Ferrer [7] vs. Ryan Harrison | 6(6)–7, 6–1, 4–6, 4–2, sospesa |

Teste di serie eliminate:
- Singolare maschile:  Viktor Troicki [13],  Florian Mayer [20],  Guillermo García López [26]
- Singolare femminile:  Li Na [3],  Agnieszka Radwańska [13],  Anastasija Pavljučenkova [14],  Lucie Šafářová [31]
- Doppio maschile:  Rohan Bopanna /  Aisam-ul-Haq Qureshi [4]
- Doppio femminile: Nessuna

### 24 giugno (5º giorno)
Nella 5ª giornata si sono giocati gli incontri del terzo turno dei singolari maschili e femminili e del 1º e 2º turno dei doppi maschili, femminili e misto. Sono stati recuperati alcuni incontri del 2º turno dei singolari maschili e femminili in base al programma della giornata
La pioggia ha condizionato anche il 5º giorno interrompendo definitivamente il gioco sui campi diversi dal centrale intorno alle 17:40.

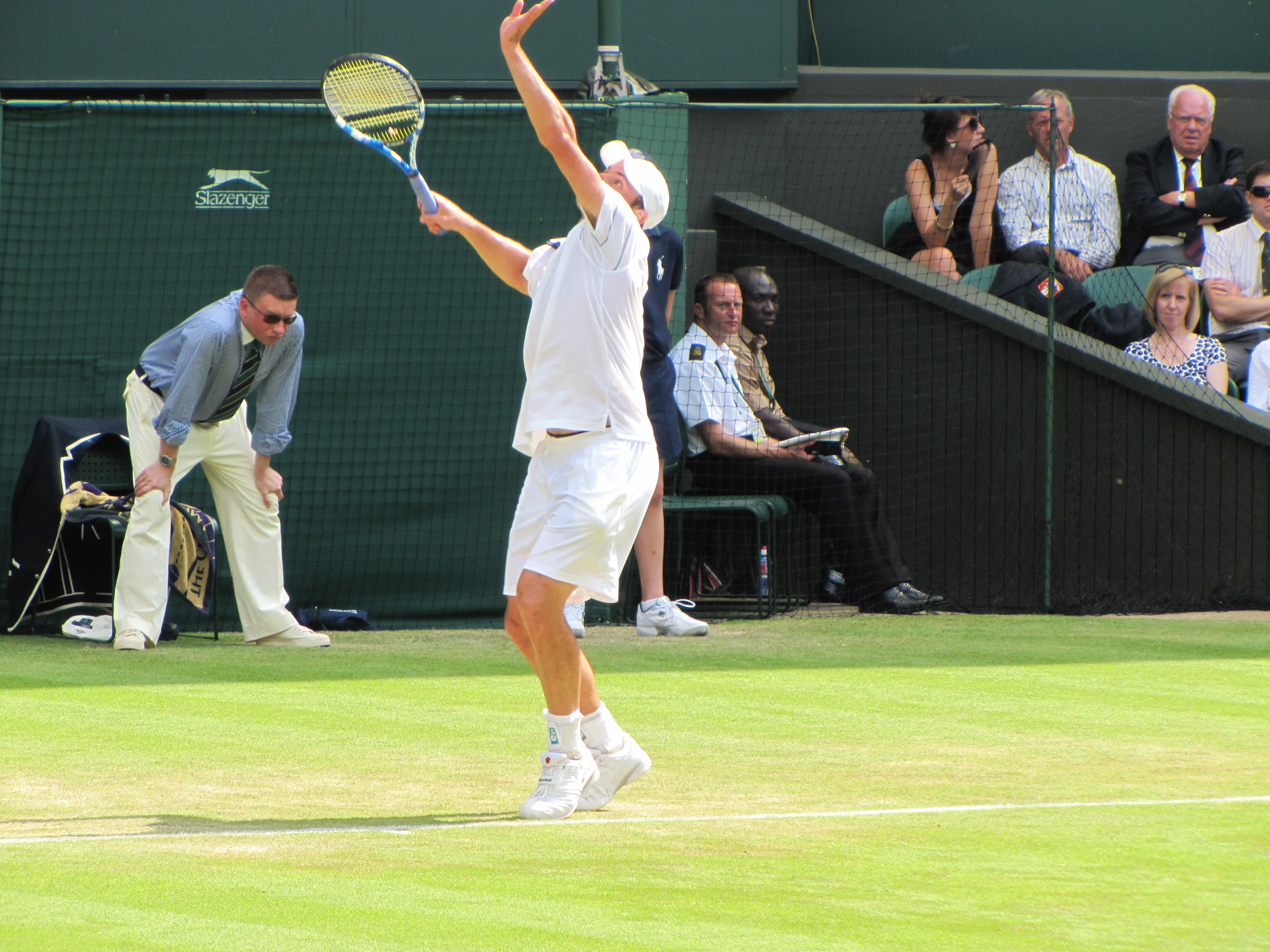
Andy Roddick esce al 3º turno del torneo

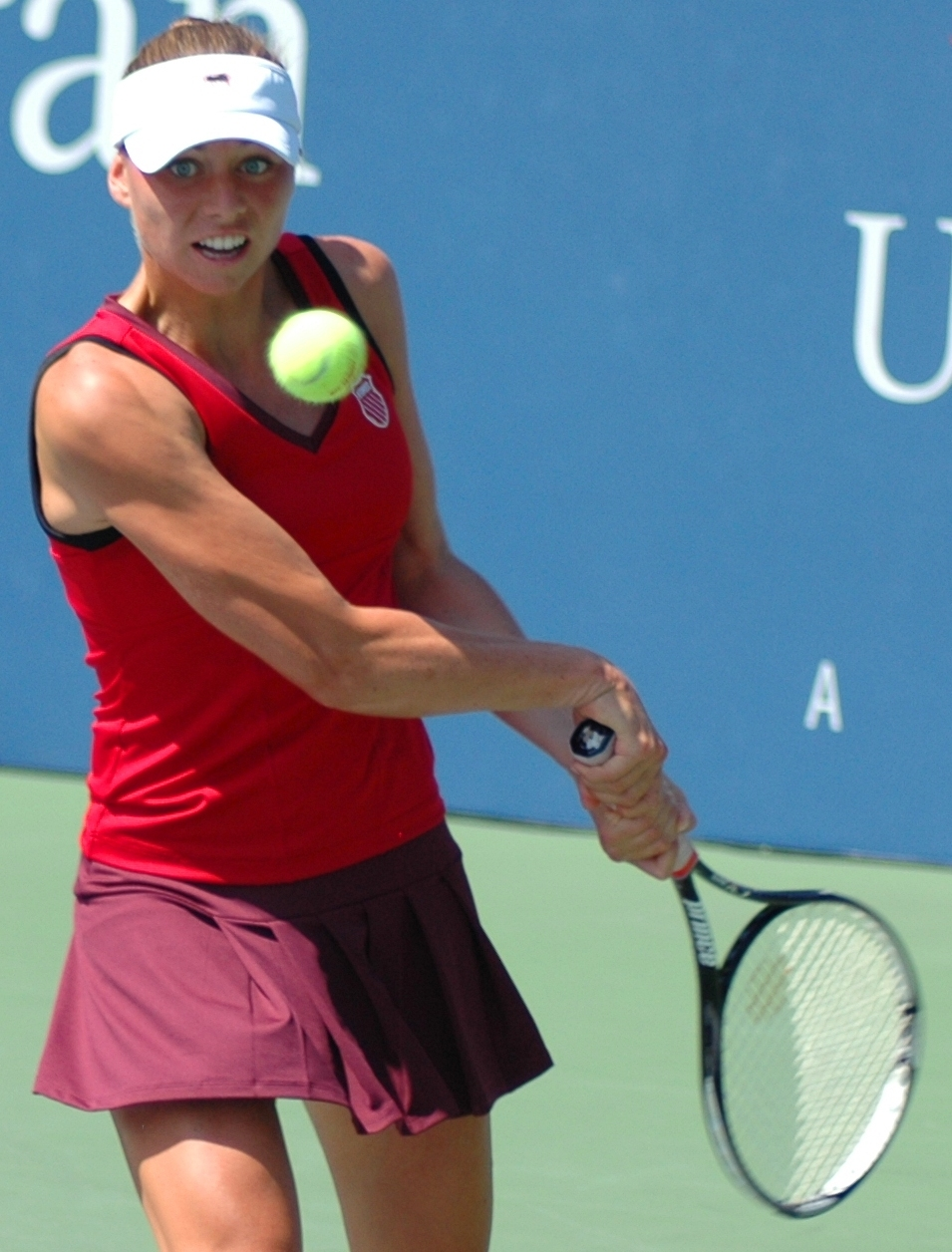
Vera Zvonarëva, finalista nel 2010 esce al 3º turno

Nel torneo del singolare maschile Andy Roddick ha perso contro Feliciano López contro cui aveva sempre vinto in carriera. Lo spagnolo ha prevalso in tre set con il punteggio di 7–6(2) 7–6(2) 6-4.
La pioggia ha fermato gli incontri di Rafael Nadal, Juan Martín del Potro e Tomáš Berdych, si sono conclusi gli ultimi match di secondo turno che erano stati sospesi il giorno precedente: quelli tra questi quello tra David Ferrer e Ryan Harrison dove a prevalere è stato lo spagnolo. Quello tra Jürgen Melzer e Dmitrij Tursunov dove ad avere la meglio è il tennista austriaco. Il russo Igor' Andreev ha perso contro il qualificato Bernard Tomić, diciottenne australiano numero 158 del mondo.
Nel Centre Court Andy Murray ha sconfitto il trentaduenne croato Ivan Ljubičić in un match che si è giocato con il tetto retrattile chiuso a causa della pioggia. Murray ha vinto il 1º set per 6-4, ma ha perso il 2º conquistando successivamente il terzo parziale per 6-1. Murray si aggiudica poi il tie-break del terzo set per 7 a 4 conquistando definitivamente l'incontro.Bernard Tomić ha battuto il russo Igor' Andreev con il punteggio finale di 4-6 5-7 6-3 6-4 6-1.
Nel torneo del singolare femminile la britannica Laura Robson ha perso nel match giocato sul campo nº1, contro Marija Šarapova, che ha vinto per 7–6(4) 6-3. La vincitrice di Wimbledon del 2004 accede così al turno successivo. Cvetana Pironkova si prende la rivincita e batte Vera Zvonarëva. La seconda testa di serie perde per 6-2 6-3. Venus Williams ha battuto con il punteggio di 6-0 6-2 María José Martínez Sánchez. La bielorussa Viktoryja Azaranka, numero 4 del tabellone femminile, ha battuto la slovacca Daniela Hantuchová con il punteggio di 6-3 3-6 6-2. Escono la tedesca Andrea Petković, testa di serie nº11, eliminata con il putenggio di 6-4 7–6(2) dalla russa Ksenija Pervak, e la russa Svetlana Kuznecova, nº12 del seeding, sconfitta con il punteggio di 4-6 6-3 6-4 dalla belga Yanina Wickmayer. A queste si aggiunge anche Roberta Vinci che anche lei viene estromessa dal torneo. La danese, numero 1 del mondo Caroline Wozniacki ha vinto con il punteggio di 6-1 6-3 contro la francese Virginie Razzano. Marion Bartoli ha battuto per 4-6 7-5 6-2 la spagnola Lourdes Domínguez Lino, salvando tre match point. Passa il turno anche la cinese Peng Shuai, che batte per 4-6 6-2 7-5 l'inglese Elena Baltacha.
| Incontri sui campi principali | Incontri sui campi principali                    | Incontri sui campi principali                    | Incontri sui campi principali |
| Incontri sul Centre Court     | Incontri sul Centre Court                        | Incontri sul Centre Court                        | Incontri sul Centre Court     |
| Turno                         | Vincitore                                        | Perdente                                         | Punteggio                     |
| ----------------------------- | ------------------------------------------------ | ------------------------------------------------ | ----------------------------- |
| 3º turno singolare maschile   | Feliciano López                                  | Andy Roddick [8]                                 | 7-62, 7-62, 6-4               |
| 3º turno singolare femminile  | Viktoryja Azaranka [4]                           | Daniela Hantuchová [25]                          | 6–3, 3–6, 6–2                 |
| 3º turno singolare maschile   | Andy Murray [4]                                  | Ivan Ljubičić                                    | 6-4, 4-6, 6-1, 7-64           |
| Incontri sul No. 1 Court      |                                                  |                                                  |                               |
| Turno                         | Vincitore                                        | Perdente                                         | Punteggio                     |
| 2º turno singolare femminile  | Marija Šarapova [5]                              | Laura Robson                                     | 7-64, 6-3                     |
| 3º turno singolare femminile  | Venus Williams [23]                              | María José Martínez Sánchez                      | 6-0, 6-2                      |
| 3º turno singolare maschile   | Rafael Nadal [1] vs. Gilles Müller [WC]          | Rafael Nadal [1] vs. Gilles Müller [WC]          | 7–66, sospesa                 |
| Incontri sul No. 2 Court      |                                                  |                                                  |                               |
| Turno                         | Vincitore                                        | Perdente                                         | Punteggio                     |
| 2º turno singolare femminile  | Caroline Wozniacki [1]                           | Virginie Razzano                                 | 6-1, 6-3                      |
| 2º turno singolare maschile   | David Ferrer [7]                                 | Ryan Harrison                                    | 6–76, 6–1, 4–6, 6-3, 6-2      |
| 3º turno singolare femminile  | Cvetana Pironkova [32]                           | Vera Zvonarëva [2]                               | 6-2, 6-3                      |
| 3º turno singolare maschile   | Juan Martín del Potro [24] vs. Gilles Simon [15] | Juan Martín del Potro [24] vs. Gilles Simon [15] | 7–6(8), 2–4, sospesa          |

Teste di serie eliminate:
- Singolare maschile:  Andy Roddick [8]
- Singolare femminile:  Vera Zvonarëva [2],  Andrea Petković [11],  Svetlana Kuznecova [12],  Daniela Hantuchová [25],  Roberta Vinci [29]
- Doppio maschile:  Mariusz Fyrstenberg /  Marcin Matkowski [7]
- Doppio femminile:  Andrea Sestini Hlaváčková /  Lucie Hradecká [7]
- Doppio misto: Nessuna

### 25 giugno (6º giorno)
Nella 6ª giornata si sono giocati gli incontri del terzo turno dei singolari maschili e femminili e del 1º e 2º turno dei doppi maschili, femminili e misto. Sono iniziati i tornei riservati alla categoria juniores in base al programma della giornata

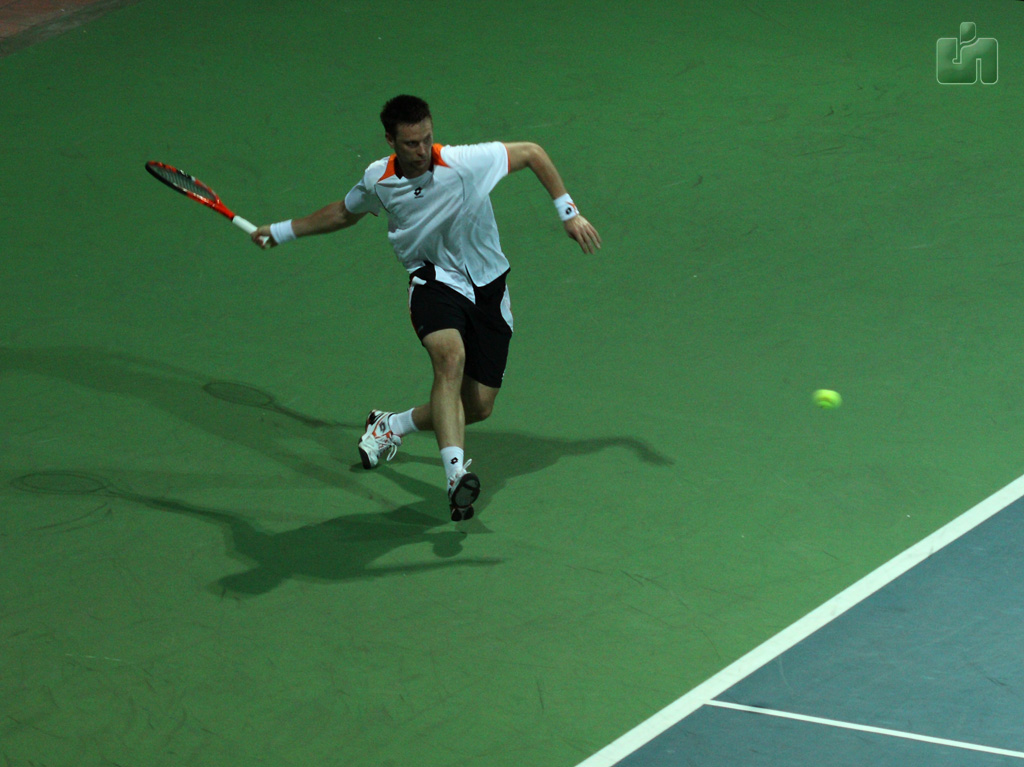
Robin Söderling esce dal torneo per mano di Bernard Tomić

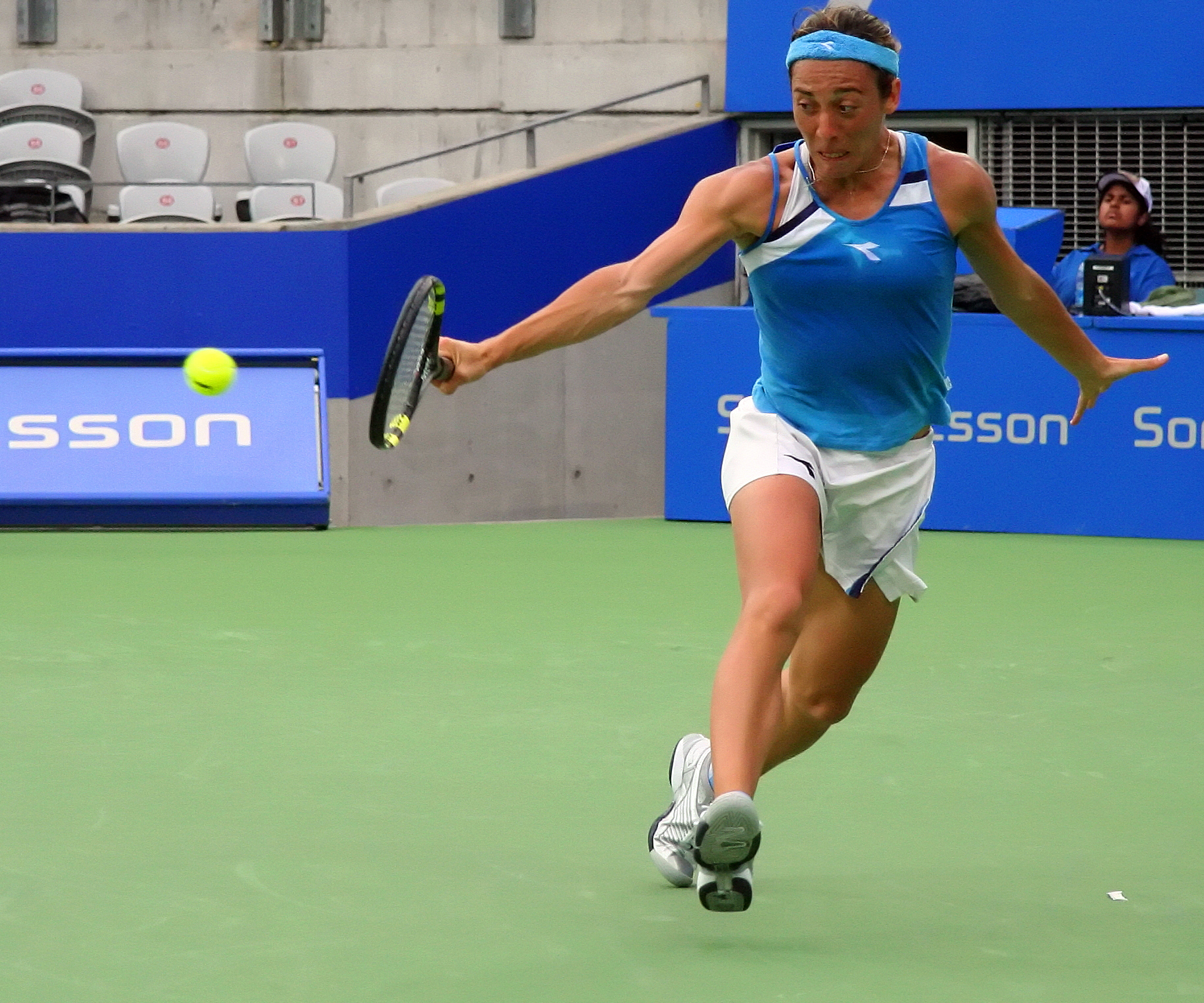
Francesca Schiavone esce al 3º turno del torneo

Nel torneo del singolare maschile Rafael Nadal vince in tre set con il punteggio di 7–6(6), 7–6(5), 6-0 sul lussemburghese Gilles Müller e si qualifica per gli ottavi di finale.
Lo svizzero Roger Federer batte David Nalbandian con il punteggio 6-4, 6-2, 6-4 e passa al quarto turno. Il russo Michail Južnyj vince per 4-6 6-3 7–6(3) 6-3 contro lo spagnolo Nicolás Almagro e si qualifica per gli ottavi di finale.
 Dopo tre ore di partita il numero 2 del mondo Novak Đoković, che poi vincerà il torneo, ha battuto Marcos Baghdatis concedendo un set ma prevalendo con il punteggio complessivo di 6–4, 4–6, 6–3, 6–4. La testa di serie numero 5 Robin Söderling è stato sconfitto dall'australiano Bernard Tomić. Tomic ha chiuso il primo parziale con il punteggio di 6-1. Nel secondo e terzo set il diciannovenne ha conquistato un break chiudendo definitivamente con il punteggio di 6-4 7-5.
 Il trentenne belga Xavier Malisse ha battuto il numero 11, Jürgen Melzer. L'austriaco ha perso con il punteggio di 7-6 6-3 6-0. Il francese Michaël Llodra ha battuto il taiwanese Lu Yen-hsun con il punteggio di 6-3 6-3 6-1.Juan Martín del Potro ha battuto il transalpino Gilles Simon con il punteggio di 7–6(8) 7–6(5) 7-5. Alex Bogomolov Jr. ha perso contro Tomáš Berdych con il punteggio di 6-2 6-4 6-3. Lo statunitense Mardy Fish, ha approfittato del ritiro dell'olandese Robin Haase, sul punteggio di 6-3 6-7 6-2 1-1 per il suo avversario. Monfils è uscito dal torneo perdendo il suo match per 6-3 3-6 6-3 6-3. Hanno passato il turno anche David Ferrer e Jo-Wilfried Tsonga, vincitori rispettivamente sullo slovacco Karol Beck per 6-4 6-3 6-3 e sul cileno Fernando González per 6-3 6-4 6-3.
Nel torneo del singolare femminile Ana Ivanović ha perso contro Petra Cetkovská che aveva eliminato Agnieszka Radwańska. Serena Williams batte 6-3 6-2 la russa Marija Kirilenko e accede al turno successivo. Passa al quarto turno anche Caroline Wozniacki vincitrice sull'australiana Jarmila Gajdošová per 6-3, 6-2. Dominika Cibulková ha la meglio sulla tedesca Julia Görges in tre set con il punteggio di 6-4 1-6 6-3. Marija Šarapova batte per 6-2 6-3 Klára Koukalová ed accede al turno successivo. Sabine Lisicki, tedesca, vincitrice a Birmingham batte la giapponese Misaki Doi con il punteggio di 6-4 6-2. A essere eliminate sono Francesca Schiavone e Flavia Pennetta rispettivamente battute dall'austriaca Tamira Paszek per 3-6 6-4 11-9 e dalla francese Marion Bartoli, testa di serie numero 9.
| Incontri sui campi principali} | Incontri sui campi principali} | Incontri sui campi principali} | Incontri sui campi principali} |
| Incontri sul Centre Court      | Incontri sul Centre Court      | Incontri sul Centre Court      | Incontri sul Centre Court      |
| Turno                          | Vincitore                      | Perdente                       | Punteggio                      |
| ------------------------------ | ------------------------------ | ------------------------------ | ------------------------------ |
| 3º turno singolare femminile   | Caroline Wozniacki [1]         | Jarmila Gajdošová [27]         | 6-3, 6-2                       |
| 3º turno singolare maschile    | Roger Federer [3]              | David Nalbandian [28]          | 6-4, 6-2, 6-4                  |
| 3º turno singolare maschile    | Novak Đoković [2]              | Marcos Baghdatis [32]          | 6–4, 4–6, 6–3, 6–4             |
| Incontri sul No. 1 Court       |                                |                                |                                |
| Turno                          | Vincitore                      | Perdente                       | Punteggio                      |
| 3º turno singolare maschile    | Rafael Nadal [1]               | Gilles Müller [WC]             | 7–66, 7-65, 6-0                |
| 3º turno singolare femminile   | Serena Williams [7]            | Marija Kirilenko [26]          | 6-3, 6-2                       |
| 3º turno singolare maschile    | Bernard Tomić [Q]              | Robin Söderling [5]            | 6-1, 6-4, 7-5                  |
| Incontri sul No. 2 Court       |                                |                                |                                |
| Turno                          | Vincitore                      | Perdente                       | Punteggio                      |
| 3º turno singolare femminile   | Marija Šarapova [5]            | Klára Koukalová                | 6-2, 6-3                       |
| 3º turno singolare maschile    | Juan Martín del Potro [24]     | Gilles Simon [15]              | 7-68, 7-65, 7-5                |
| 3º turno singolare maschile    | Jo-Wilfried Tsonga [12]        | Fernando González [PR]         | 6-3, 6-4, 6-3                  |

Teste di serie eliminate:
- Singolare maschile:  Robin Söderling [5],  Gaël Monfils [9],  Jürgen Melzer [11],  Gilles Simon [15],  Nicolás Almagro [16],  David Nalbandian [28],  Marcos Baghdatis [32]
- Singolare femminile:  Francesca Schiavone [6],  Julia Görges [16],  Ana Ivanović [18],  Flavia Pennetta [21],  Marija Kirilenko [26],  Jarmila Gajdošová [27]
- Doppio maschile:  Maks Mirny /  Daniel Nestor [2],  Mahesh Bhupathi /  Leander Paes [3],  Jürgen Melzer /  Philipp Petzschner [5],  Mark Knowles /  Łukasz Kubot [10],  Marcelo Melo /  Bruno Soares [13],  Daniele Bracciali /  František Čermák [16]
- Doppio femminile:  Julia Görges /  Marija Kirilenko [9],  María José Martínez Sánchez /  Anabel Medina Garrigues [11]
- Doppio misto: Nessuna

### Middle Sunday (26 giugno)
Nella 1ª domenica del torneo non viene giocato alcun incontro; questo giorno viene tradizionalmente chiamato "Middle Sunday"

### 27 giugno (7º giorno)
Nella 7ª giornata si sono giocati gli incontri del quarto turno dei singolari maschili e femminili e del 2º e 3º turno dei doppi maschili, femminili e misto. Sono andati avanti i tornei riservati alla categoria juniores in base al programma della giornata

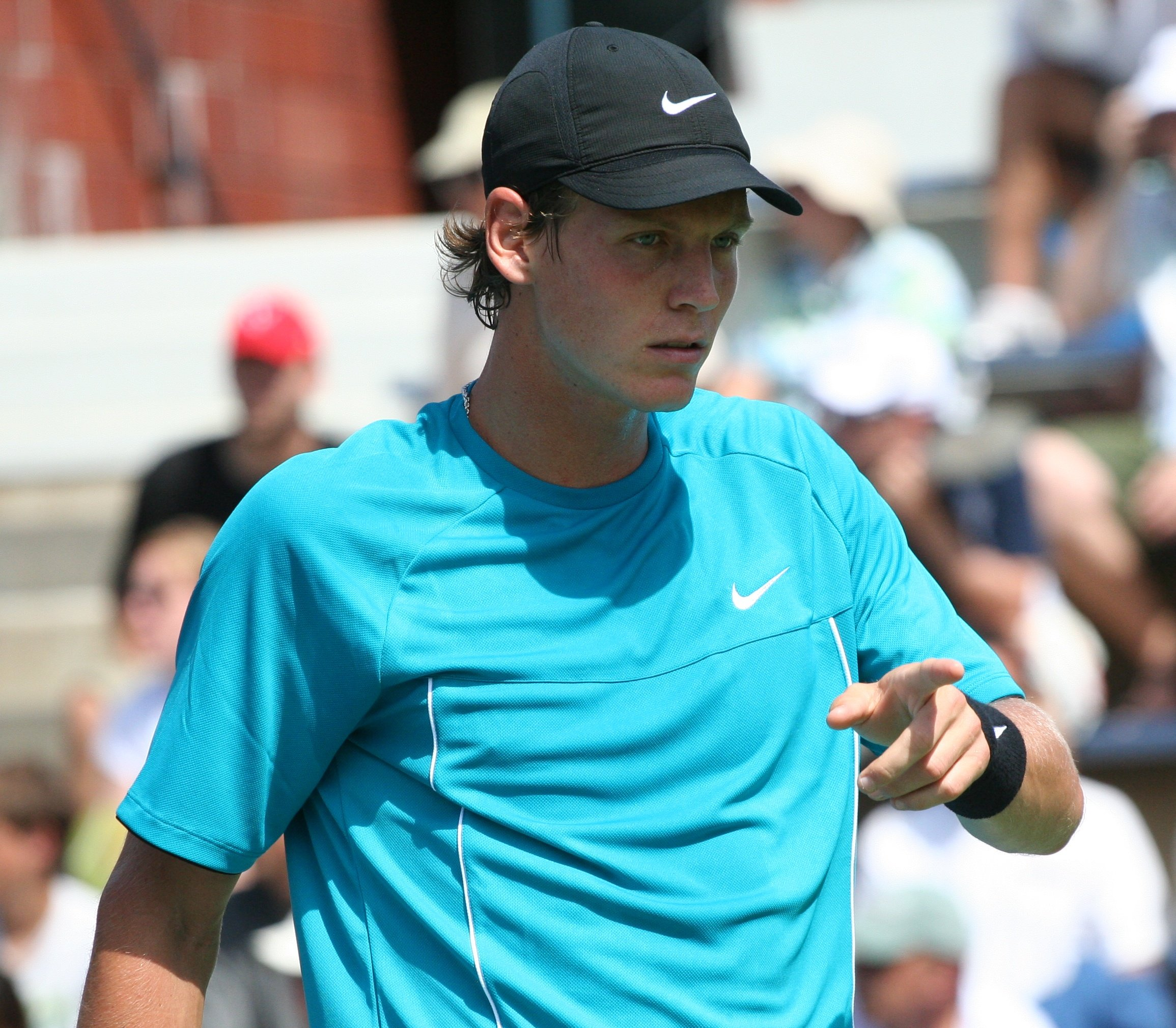
Tomáš Berdych, finalista del 2010, esce al quarto turno del torneo

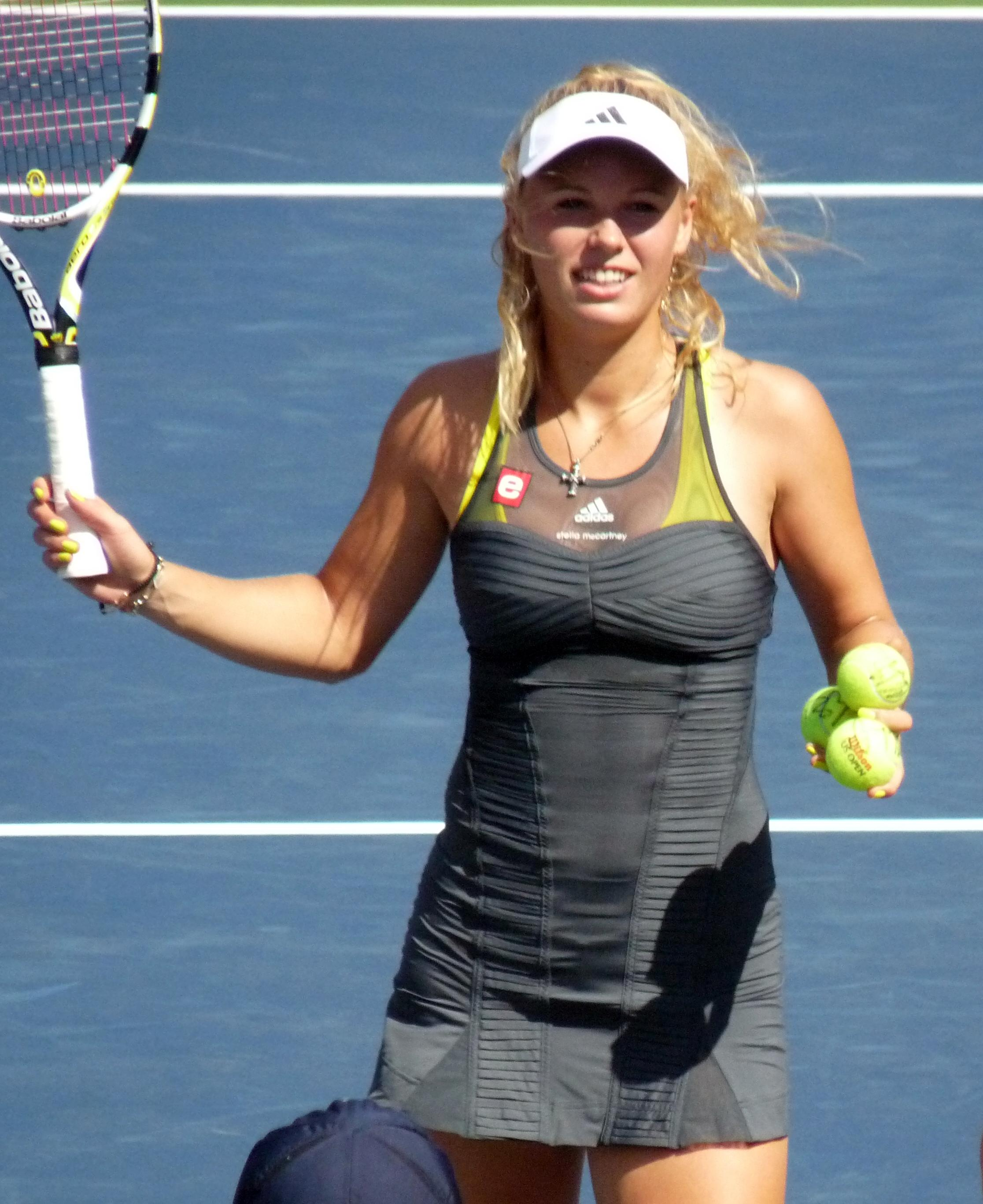
Caroline Wozniacki, numero 1 del mondo, esce al 4º turno

Nel torneo del singolare maschile il numero 3 del mondo Roger Federer avanza ai quarti battendo Michail Južnyj. Federer perde il primo set al tie-break. Nel secondo set lo svizzero vince per sei giochi a tre. Nel terzo set Roger vince per 6-3. Nell'ultimo parziale lo svizzero con lo stesso punteggio del precedente (6-3) e si aggiudica il match.

Sul centrale Rafael Nadal ha battuto Juan Martín del Potro. Il numero 1 al mondo vince il primo set. Nel secondo Del Potro trova il break sul 4-3 è vince il parziale. A vincere il terzo set è Nadal conquistando il parziale al tie-break per 7 punti a 4. Il maiorchino vince l'ultimo set per 6-4 e si aggiudica l'incontro. Il match è stato caratterizzato dai medical time-out chiamati da entrambi i giocatori. Il serbo Novak Đoković batte Il francese Michaël Llodra con il punteggio di 6-3, 6-3, 6-3 e si qualifica per i quarti di finale.

Andy Murray ha battuto Richard Gasquet con il punteggio di 7–6(3) 6-3 6-2. Murray nel primo set è costretto al tie-break che si è aggiudicato per sette punti a tre. Nel secondo set il tennista di Dunblane ha la meglio per sei giochi a tre. Llodra perde il 3º set per 6-2 e così Murray arriva ai quarti di finale.
Jo-Wilfried Tsonga, testa di serie numero 12, batte lo spagnolo David Ferrer con il punteggio di 6-3, 6-4, 7-6. Il ceco Tomáš Berdych è stato sconfitto in tre set 7–6(5) 6-4 6-4 da Mardy Fish. L'americano, testa di serie numero 10 raggiunge così il primo quarto di finale a Wimbledon. Nel match tra Łukasz Kubot e Feliciano López a prevalere è lo spagnolo, che pur avendo perso i primi due parziali con il punteggio di rispettivamente di 6-3 e di 7-6 riesce a vincere gli ultimi tre set: il parziale finale è di 3-6 6(5)–7 7–6(7) 7-5 7-5. Sul campo nº18 Bernard Tomić ha battuto Xavier Malisse con il punteggio finale di 6-1 7-5 6-4.
Nel torneo del singolare femminile Marion Bartoli ha battuto a sorpresa la detentrice del titolo statunitense e testa di serie numero 7 Serena Williams. Sul No. 1 Court Marion ha avuto la meglio sulla pluripremiata campionessa americana per 6-3, 7–6(6) Venus Williams ha perso contro Cvetana Pironkova per la seconda volta consecutiva a Wimbledon, con lo stesso punteggio di 6-2 6-3.Petra Kvitová supera la belga Yanina Wickmayer sconfitta con il punteggio di 6-0 6-2. Caroline Wozniacki, numero 1 del mondo, nonostante non abbia mai vinto uno Slam, perde contro Dominika Cibulková. Raggiungono i quarti di finale anche Marija Šarapova, vincitrice nel 2004, che batte la cinese Peng Shuai con il punteggio di 6-4 6-2. Viktoryja Azaranka che ha battuto Nadia Petrova con il punteggio di 6-2 6-2 e l'austriaca Tamira Paszek che ha battuto Ksenija Pervak con il punteggio di 6-2 2-6 6-3. A queste si è aggiunta anche la tedesca Sabine Lisicki vincitrice per 7-6 6-1 su Petra Cetkovská.
| Incontri sui campi principali | Incontri sui campi principali   | Incontri sui campi principali                     | Incontri sui campi principali |
| Incontri sul Centre Court     | Incontri sul Centre Court       | Incontri sul Centre Court                         | Incontri sul Centre Court     |
| Turno                         | Vincitore                       | Perdente                                          | Punteggio                     |
| ----------------------------- | ------------------------------- | ------------------------------------------------- | ----------------------------- |
| 4º turno singolare maschile   | Andy Murray [4]                 | Richard Gasquet [17]                              | 7-63, 6-3, 6-2                |
| 4º turno singolare femminile  | Cvetana Pironkova [32]          | Venus Williams [23]                               | 6-2, 6-3                      |
| 4º turno singolare maschile   | Rafael Nadal [1]                | Juan Martín del Potro [24]                        | 7–66, 3–6, 7–64, 6–4          |
| Incontri sul No. 1 Court      |                                 |                                                   |                               |
| Turno                         | Vincitore                       | Perdente                                          | Punteggio                     |
| 4º turno singolare femminile  | Marion Bartoli [9]              | Serena Williams [7]                               | 6-3, 7-66                     |
| 4º turno singolare maschile   | Novak Đoković [2]               | Michaël Llodra [19]                               | 6-3, 6-3, 6-3                 |
| 4º turno singolare maschile   | Roger Federer [3]               | Michail Južnyj [18]                               | 6–75, 6–3, 6–3, 6–3           |
| Incontri sul No. 2 Court      |                                 |                                                   |                               |
| Turno                         | Vincitore                       | Perdente                                          | Punteggio                     |
| 4º turno singolare femminile  | Marija Šarapova [5]             | Peng Shuai [20]                                   | 6-4, 6-2                      |
| 4º turno singolare femminile  | Dominika Cibulková [24]         | Caroline Wozniacki [1]                            | 1-6, 7-65, 7-5                |
| 4º turno singolare maschile   | Mardy Fish [10]                 | Tomáš Berdych [6]                                 | 7–65, 6–4, 6–4                |
| 2º turno doppio misto         | Feliciano López Andrea Petković | David Marrero [16] Andrea Sestini Hlaváčková [16] | 7–62, 6–4                     |

Teste di serie eliminate:
- Singolare maschile:  Tomáš Berdych [6],  David Ferrer [7],  Richard Gasquet [17],  Michail Južnyj [18],  Michaël Llodra [19],  Juan Martín del Potro [24]
- Singolare femminile:  Caroline Wozniacki [1],  Serena Williams [7],  Yanina Wickmayer [19],  Peng Shuai [20],  Venus Williams [23]
- Doppio maschile:  Eric Butorac /  Jean-Julien Rojer [9],  Juan Ignacio Chela /  Eduardo Schwank [12],  Marcel Granollers /  Tommy Robredo [14]
- Doppio femminile:  Vania King /  Jaroslava Švedova [1],  Bethanie Mattek-Sands /  Meghann Shaughnessy [5],  Iveta Benešová /  Barbora Strýcová [10],  Latisha Chan /  Monica Niculescu [12],  Vol'ha Havarcova /  Alla Kudrjavceva [16]
- Doppio misto:  Aisam-ul-Haq Qureshi /  Květa Peschke [5],  Philipp Petzschner /  Barbora Strýcová [7],  František Čermák /  Lucie Hradecká [13],  David Marrero /  Andrea Sestini Hlaváčková [16]

### 28 giugno (8º giorno)
Nell'8ª giornata si sono giocati gli incontri dei quarti di finale del singolare femminile e del 2º e 3º turno dei doppi maschili, femminili e misto. Sono andati avanti i tornei riservati alla categoria juniores e iniziati quelli riservati alle leggende del tennis del passato in base al programma della giornata
L'8ª giornata è stata caratterizzata dalla pioggia che ha fatto annullare alcuni match e fatto spostare 2 incontri sul centrale.

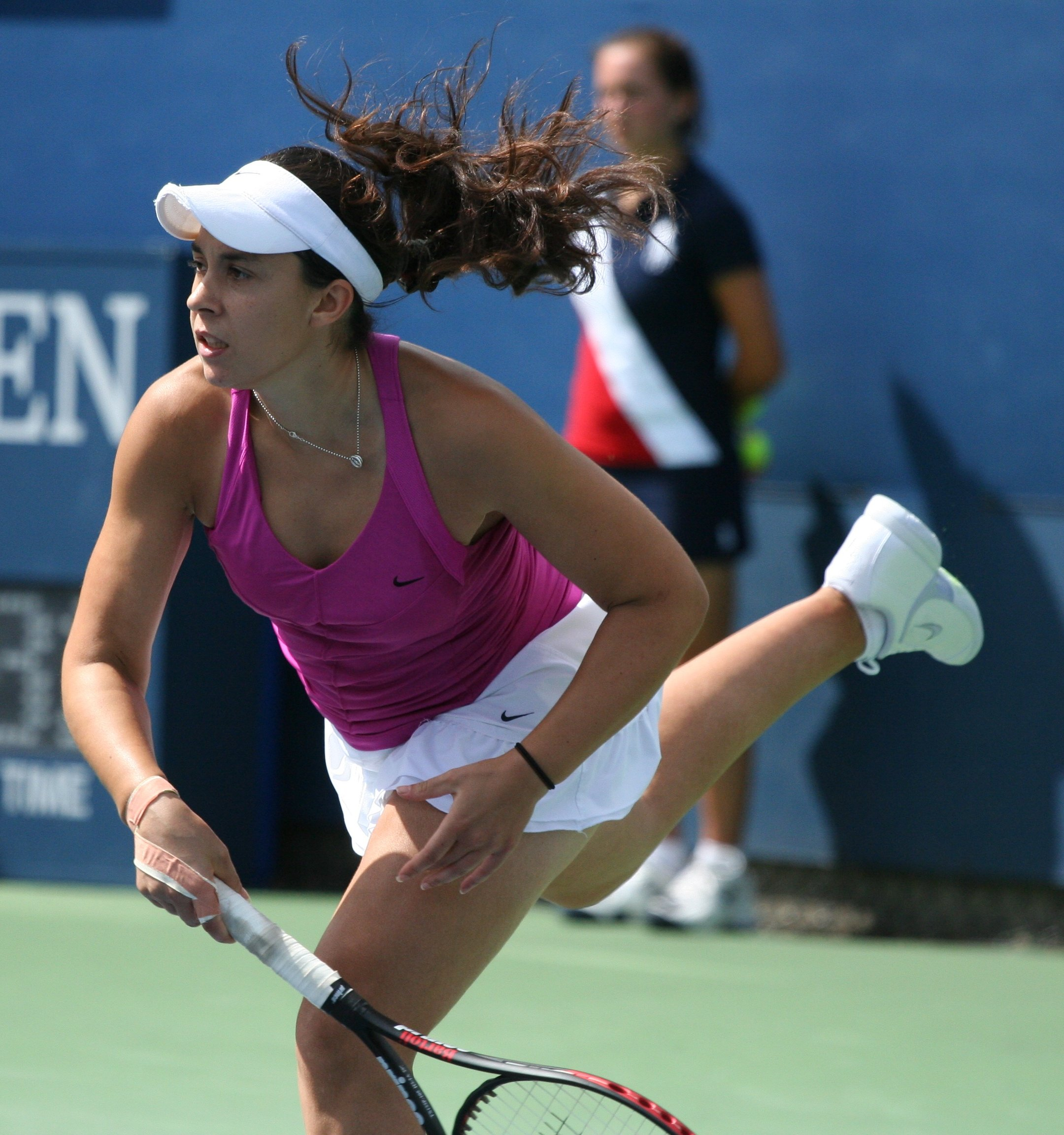
Marion Bartoli esce ai quarti di finale del torneo

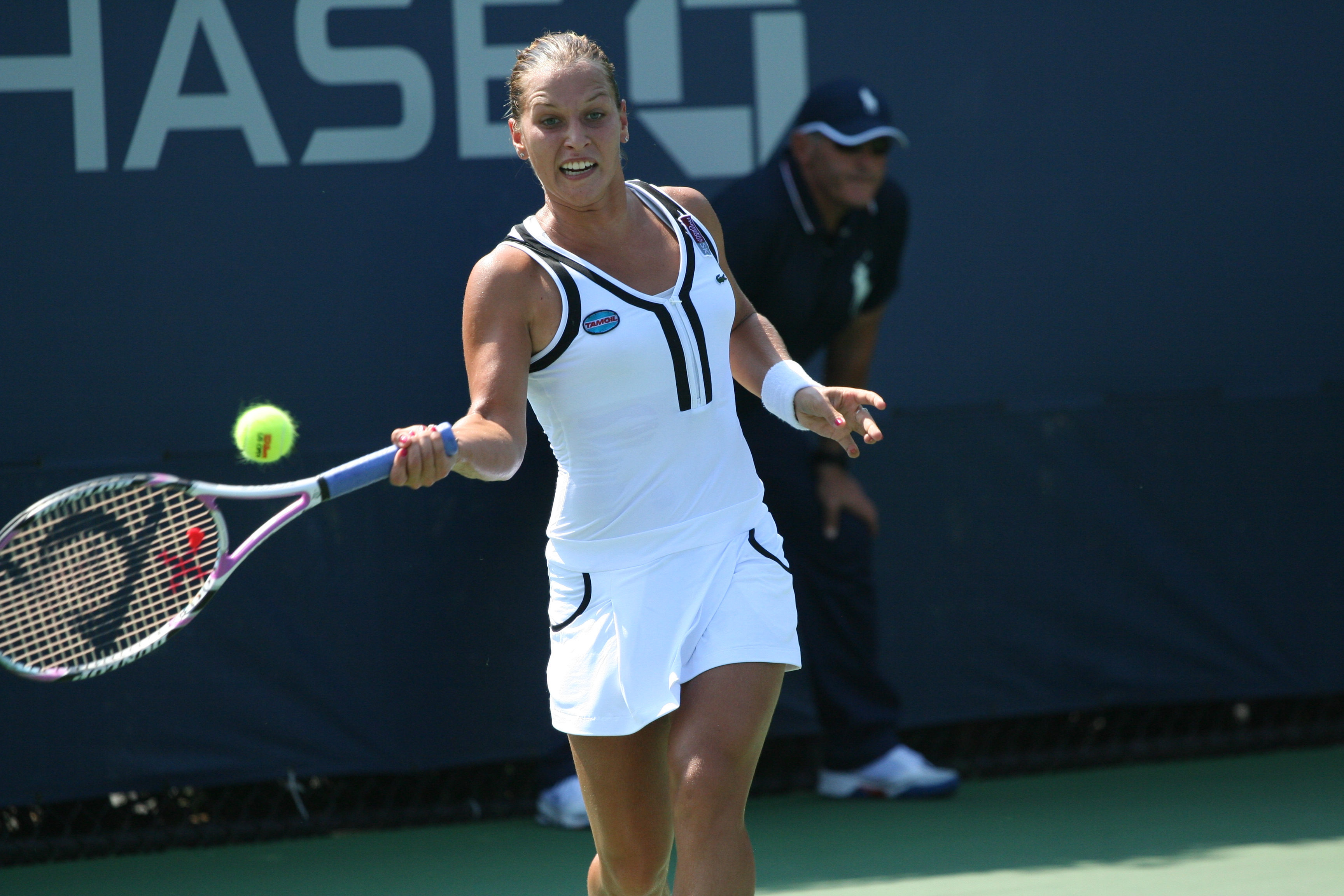
Dominika Cibulková è stata battuta da Marija Šarapova

Nel torneo del singolare femminile nei quarti di finale Sabine Lisicki ha battuto Marion Bartoli. Nel primo set ha la meglio la tedesca che vince il parziale per sei giochi a quattro. il 2º set si potrae fino al tie-break vinto dalla Bartoli. Il terzo set è nettamente a favore di Sabine che vince per 6-1 e il match con il punteggio complessivo di 6–4, 6(4)–7, 6–1. La siberiana Marija Šarapova ha battuto la slovacca Dominika Cibulková. Il match è stato nettamente a favore della russa che si è aggiudicata il primo set per sei giochi a uno replicando poi nel secondo con lo stesso punteggio. Petra Kvitová ha battuto Cvetana Pironkova. Il match tra le due slave è molto equilibrato ed è deciso nel primo set da un break; il secondo set si protrae fino al tie-break che la ceca perde per sette punti a cinque. Il terzo parziale è nettamente a favore di Petra che vince il set per sei giochi a due e l'incontro con il punteggio complessivo di 6–3, 6(5)–7, 6–2.
Viktoryja Azaranka accede al turno successivo vincendo il proprio incontro di quarti di finale in due set contro l'austriaca Tamira Paszek. Il match le è a favore in entrambi i parziali che si sono giocati e l'incontro è terminato con il punteggio di 6–3, 6–1 per la bielorussa.
| Incontri sui campi principali        | Incontri sui campi principali                                         | Incontri sui campi principali                                         | Incontri sui campi principali     |
| Incontri sul Centre Court            | Incontri sul Centre Court                                             | Incontri sul Centre Court                                             | Incontri sul Centre Court         |
| Turno                                | Vincitore                                                             | Perdente                                                              | Punteggio                         |
| ------------------------------------ | --------------------------------------------------------------------- | --------------------------------------------------------------------- | --------------------------------- |
| Quarti di finale singolare femminile | Sabine Lisicki [WC]                                                   | Marion Bartoli [9]                                                    | 6–4, 6–74, 6–1                    |
| Quarti di finale singolare femminile | Marija Šarapova [5]                                                   | Dominika Cibulková [24]                                               | 6–1, 6–1                          |
| Doppio femminile 3º turno            | Sania Mirza [4] Elena Vesnina [4]                                     | Daniela Hantuchová [13] Agnieszka Radwańska [13]                      | 6–4, 6–3                          |
| Doppio maschile per invito gruppo A  | Goran Ivanišević / Richard Krajicek vs. Donald Johnson / Jared Palmer | Goran Ivanišević / Richard Krajicek vs. Donald Johnson / Jared Palmer | 2–3, sospesa                      |
| Quarti di finale singolare femminile | Viktoryja Azaranka [4]                                                | Tamira Paszek                                                         | 6–3, 6–1                          |
| Incontri sul No. 1 Court             |                                                                       |                                                                       |                                   |
| Turno                                | Vincitore                                                             | Perdente                                                              | Punteggio                         |
| Quarti di finale singolare femminile | Petra Kvitová [8]                                                     | Cvetana Pironkova [32]                                                | 6–3, 6–75, 6–2                    |
| Incontri sul No. 2 Court             |                                                                       |                                                                       |                                   |
| Turno                                | Vincitore                                                             | Perdente                                                              | Punteggio                         |
| 3º turno doppio maschile             | Bob Bryan [1] / Mike Bryan [1] vs. Simon Aspelin / Paul Hanley        | Bob Bryan [1] / Mike Bryan [1] vs. Simon Aspelin / Paul Hanley        | 6–3, 4–6, 6–75, 6–3, 3–3, sospesa |

Teste di serie eliminate:
- Singolare femminile:  Marion Bartoli [9],  Dominika Cibulková [24],  Cvetana Pironkova [32]
- Doppio maschile: Nessuna
- Doppio femminile:  Daniela Hantuchová /  Agnieszka Radwańska [13],  Cara Black /  Shahar Peer [14]
- Doppio misto: Nessuna

### 29 giugno (9º giorno)
Nella 9ª giornata si sono giocati gli incontri dei quarti di finale del singolare maschile e del 2º, 3º turno e quarti di finale dei doppi maschili, femminili e misto. Sono andati avanti i tornei riservati alla categoria juniores e quelli riservati alle leggende del tennis del passato in base al programma della giornata

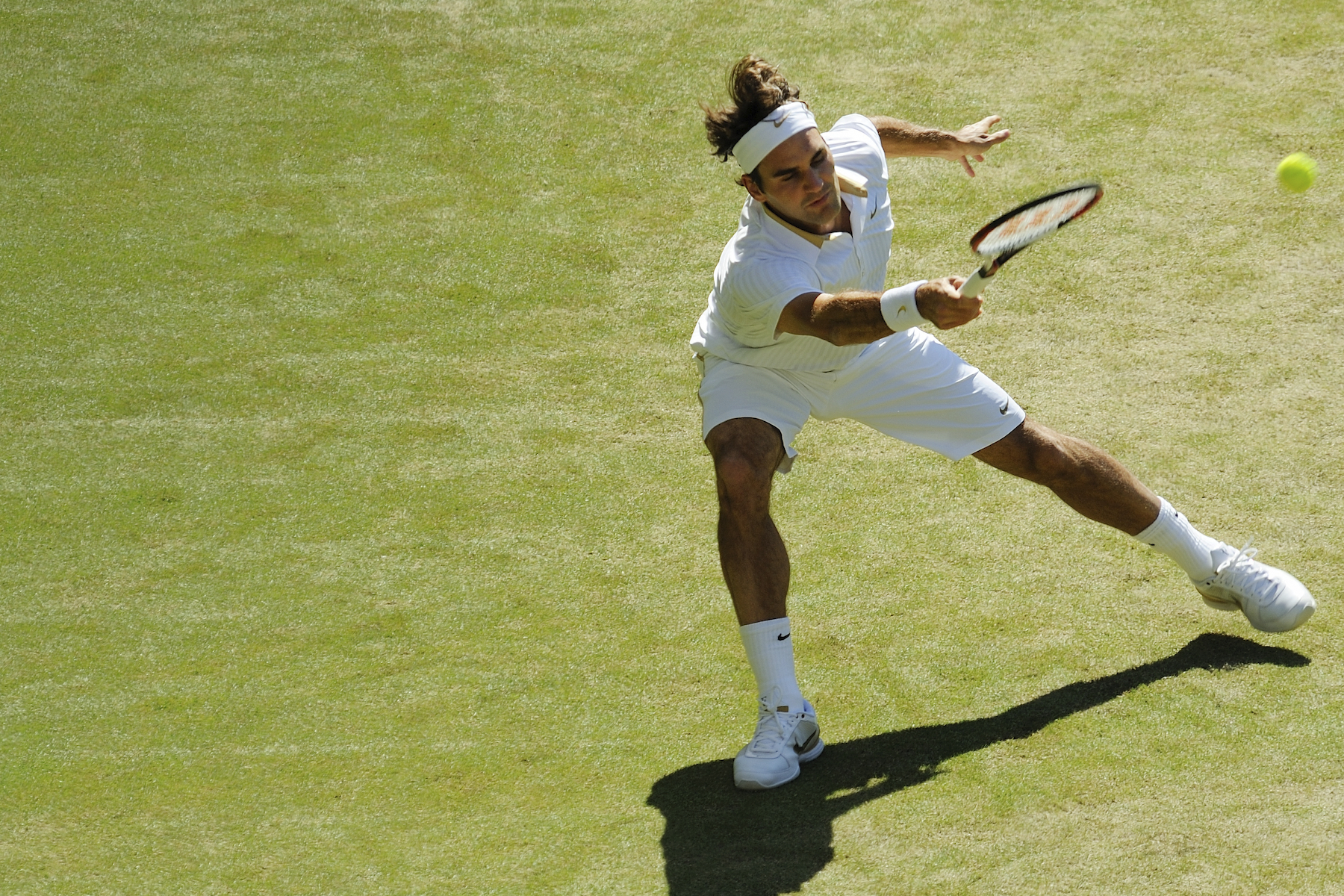
Roger Federer esce quarti di finale del torneo

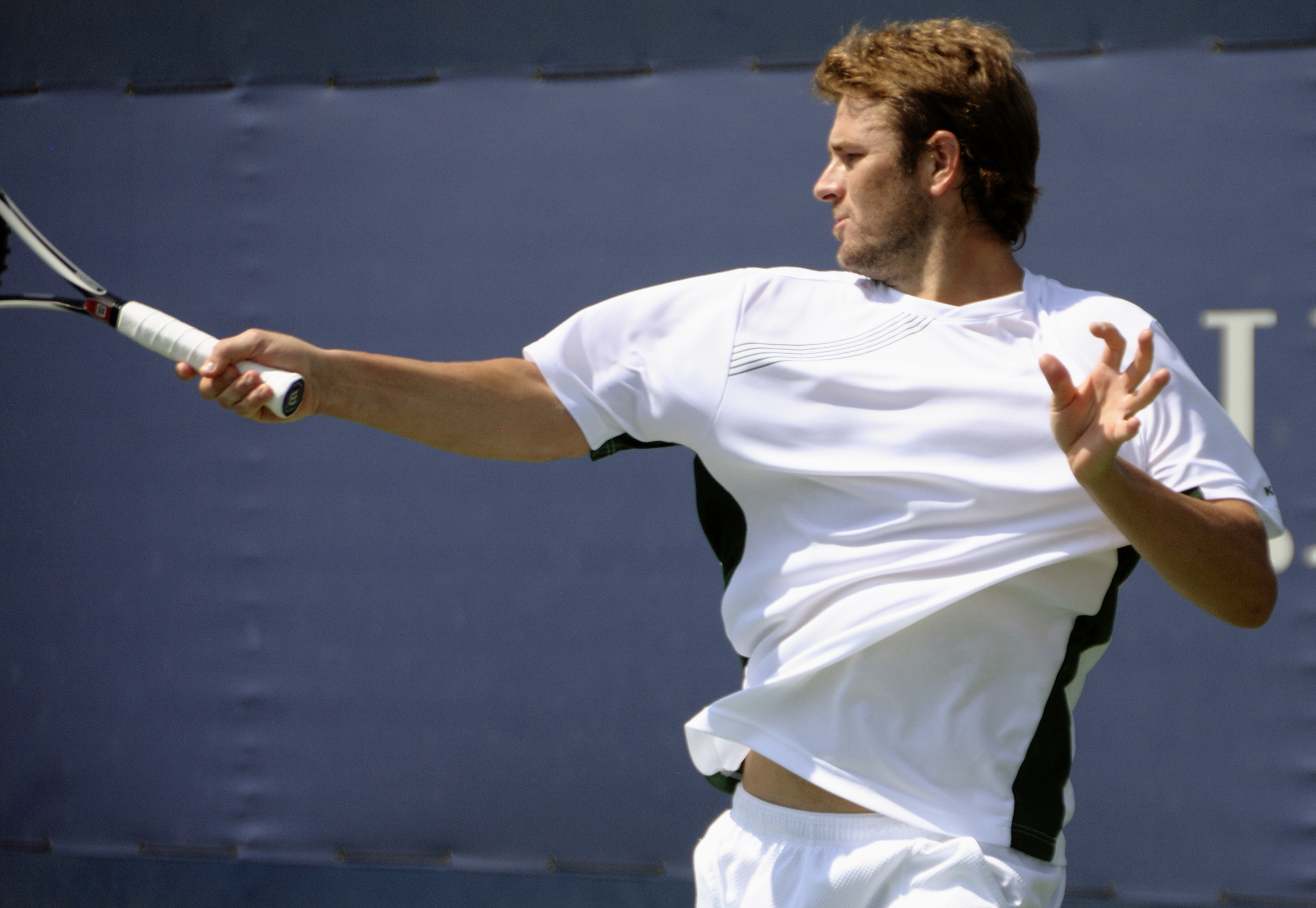
Mardy Fish è stato sconfitto nei quarti da Rafael Nadal

Nel torneo del singolare maschile Novak Đoković ha vinto il suo incontro di quarti di finale contro Bernard Tomić. Il primo set viene vinto da Novak per sei giochi a due. Nel secondo set l'australiano vince il parziale con il punteggio di 6-3. Il terzo set è vinto dal serbo che è costretto a recuperare diversi break. Nel quarto set si ha equilibrio fino all'undicesimo gioco dove il serbo ottiene il break e poi va a chiudere 7-5 nel game decisivo. Roger Federer perde contro il francese Jo-Wilfried Tsonga ed esce dal torneo nei quarti di finale, così come era avvenuto l'anno precedente. Il primo set è a favore dello svizzero che vince con il punteggio di 6-3. Il 2º set arriva fino al tie-break, ma l'ex numero uno del mondo perde per sette punti a tre. Gli altri tre parziali hanno lo stesso punteggio di 6-4. Il punteggio complessivo del match è stato 3–6, 6(3)–7, 6–4, 6–4, 6–4. Andy Murray approda alle semifinali battendo Feliciano López per 6-3 6-4 6-4.Rafael Nadal vince il suo quarto battendo l'americano Mardy Fish con il punteggio di 6–3, 6–3, 5-7 e 6–4.
| Incontri sui campi principali              | Incontri sui campi principali     | Incontri sui campi principali        | Incontri sui campi principali |
| Incontri sul Centre Court                  | Incontri sul Centre Court         | Incontri sul Centre Court            | Incontri sul Centre Court     |
| Turno                                      | Vincitore                         | Perdente                             | Punteggio                     |
| ------------------------------------------ | --------------------------------- | ------------------------------------ | ----------------------------- |
| Quarti di finale singolare maschile        | Jo-Wilfried Tsonga [12]           | Roger Federer [3]                    | 3–6, 6–73, 6–4, 6–4, 6–4      |
| Quarti di finale singolare maschile        | Andy Murray [4]                   | Feliciano López                      | 6–3, 6–4, 6–4                 |
| Doppio maschile per invito gruppo A        | Jonas Björkman Todd Woodbridge    | Barry Cowan Cédric Pioline           | 6–3, 6–4                      |
| Incontri sul No. 1 Court                   |                                   |                                      |                               |
| Turno                                      | Vincitore                         | Perdente                             | Punteggio                     |
| Quarti di finale singolare maschile        | Novak Đoković [2]                 | Bernard Tomić [Q]                    | 6–2, 3–6, 6–3, 7–5            |
| Quarti di finale singolare maschile        | Rafael Nadal [1]                  | Mardy Fish [10]                      | 6–3, 6–3, 5–7, 6–4            |
| Doppio femminile per invito gruppo B       | Lindsay Davenport Martina Hingis  | Gigi Fernández Nataša Zvereva        | 6–2, 6–2                      |
| Incontri sul No. 2 Court                   |                                   |                                      |                               |
| Turno                                      | Vincitore                         | Perdente                             | Punteggio                     |
| 3º turno doppio femminile                  | Sabine Lisicki Samantha Stosur    | Sorana Cîrstea Ayumi Morita          | 6–4, 6–3                      |
| 3º turno doppio maschile                   | Bob Bryan [1] Mike Bryan [1]      | Simon Aspelin Paul Hanley            | 6–3, 4–6, 6–75, 6–3, 16–14    |
| Doppio maschile per invito senior gruppo A | Pat Cash Mark Woodforde           | Kevin Curren Johan Kriek             | 4–6, 6–3, [10–5]              |
| 2º turno doppio misto                      | Rohan Bopanna [6] Sania Mirza [6] | Jamie Murray Jarmila Gajdošová       | 7–65, 6–2                     |
| 2º turno doppio misto                      | Paul Hanley Hsieh Su-wei          | Maks Mirny [2] Jaroslava Švedova [2] | 6–4, 5–7, 6–4                 |

Teste di serie eliminate:
- Singolare maschile:  Roger Federer [3],  Mardy Fish [10]
- Doppio maschile:  Wesley Moodie /  Dick Norman [11]
- Doppio femminile:  Liezel Huber /  Lisa Raymond [3]
- Doppio misto:  Maks Mirny /  Jaroslava Švedova [2],  Dick Norman /  Lisa Raymond [10]

### 30 giugno (10º giorno)
Nella 10ª giornata si sono giocati gli incontri delle semifinali del singolare femminile e del 3º turno, quarti di finale e semifinali dei doppi maschili, femminili e misto. Sono andati avanti i tornei riservati alla categoria juniores e quelli riservati alle leggende del tennis del passato in base al programma della giornata

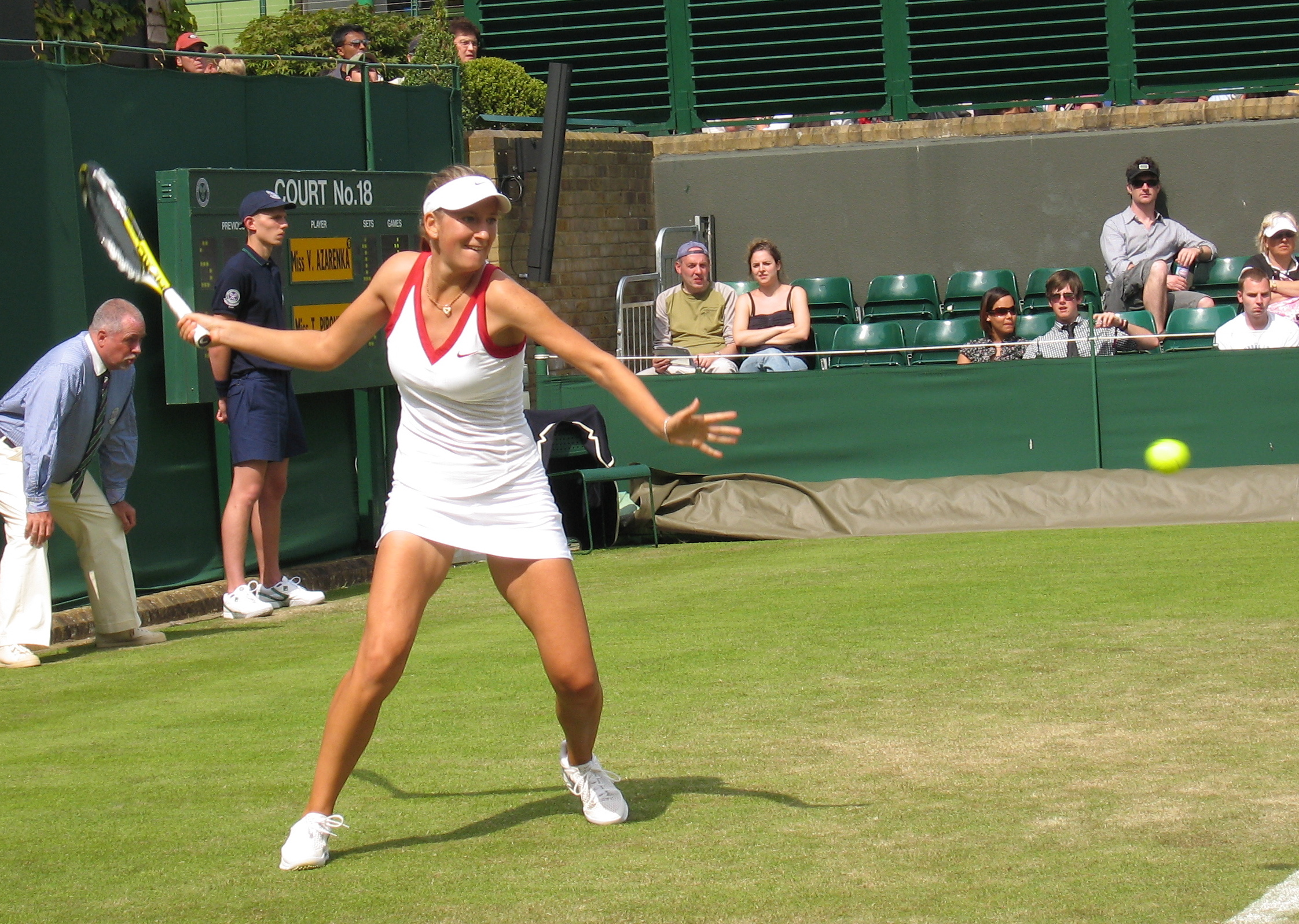
Viktoryja Azaranka esce nelle semifinali del torneo

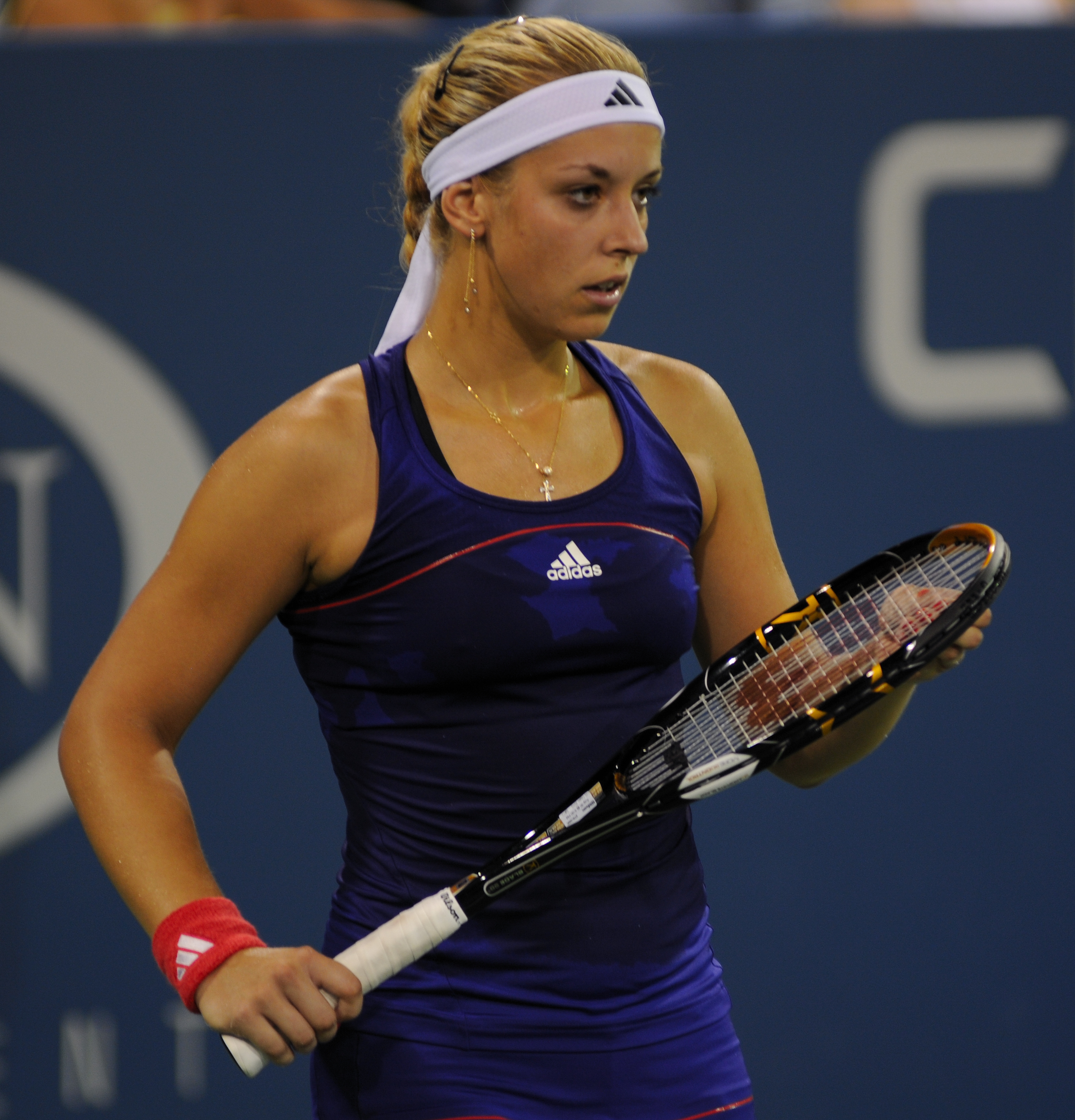
Sabine Lisicki, entrata nel tabellone principale grazie a una wild card, esce nelle semifinali

Nel torneo del singolare femminile non riesce ad arrivare il finale la tedesca Sabine Lisicki, entrata nel tabellone principale grazie a una wild card, che deve cedere il passo alla siberiana Marija Šarapova. Il punteggio dei parziali premia Marija, che vince l'incontro per 6–4, 6–3..
Grazie alla vittoria in tre set la ceca Petra Kvitová ha la meglio sulla bielorussa Viktoryja Azaranka approdando così in finale. Il match ha un punteggio altalenante e vede nettamente prevalere Petra nel primo e nel terzo parziale, ma è costretta, nonostante la vittoria, a cedere il secondo set per sei giochi a tre.
| Incontri sui campi principali       | Incontri sui campi principali            | Incontri sui campi principali             | Incontri sui campi principali |
| Incontri sul Centre Court           | Incontri sul Centre Court                | Incontri sul Centre Court                 | Incontri sul Centre Court     |
| Turno                               | Vincitore                                | Perdente                                  | Punteggio                     |
| ----------------------------------- | ---------------------------------------- | ----------------------------------------- | ----------------------------- |
| Semifinali singolare femminile      | Petra Kvitová [8]                        | Viktoryja Azaranka [4]                    | 6–1, 3–6, 6–2                 |
| Semifinali singolare femminile      | Marija Šarapova [5]                      | Sabine Lisicki [WC]                       | 6–4, 6–3                      |
| Semifinali doppio maschile          | Robert Lindstedt [8] Horia Tecău [8]     | Christopher Kas Alexander Peya            | 6–3, 7–63, 6–2                |
| Doppio maschile per invito gruppo B | Justin Gimelstob Todd Martin             | Mark Petchey Chris Wilkinson              | 6-3 7-6(0)                    |
| Incontri sul No. 1 Court            |                                          |                                           |                               |
| Turno                               | Vincitore                                | Perdente                                  | Punteggio                     |
| Quarti di finale doppio maschile    | Bob Bryan [1] Mike Bryan [1]             | Jürgen Melzer [5] Philipp Petzschner [5]  | 6–3, 6–4, 6–4                 |
| Quarti di finale doppio femminile   | Květa Peschke [2] Katarina Srebotnik [2] | Peng Shuai [8] Zheng Jie [8]              | 6–2, 6–7, 6–4                 |
| 3º turno doppio misto               | Jürgen Melzer [9] Iveta Benešová [9]     | Rajeev Ram Alexandra Dulgheru             | 6–4, 6–3                      |
| Incontri sul No. 2 Court            |                                          |                                           |                               |
| Turno                               | Vincitore                                | Perdente                                  | Punteggio                     |
| 3º turno doppio misto               | Rohan Bopanna [6] Sania Mirza [6]        | Martin Damm [Alt] Renata Voráčová [Alt]   | 6–3, 6–0                      |
| Quarti di finale doppio maschile    | Michaël Llodra [6] Nenad Zimonjić [6]    | James Cerretani Philipp Marx              | 6–73, 7–67, 7–65, 7–5         |
| 3º turno doppio misto               | Jonathan Erlich Shahar Peer              | Colin Fleming [WC] Jocelyn Rae [WC]       | 6–4, 7–5                      |
| 3º turno doppio misto               | Leander Paes [14] Cara Black [14]        | Nenad Zimonjić [3] Katarina Srebotnik [3] | Walkover                      |

Teste di serie eliminate:
- Singolare femminile:  Viktoryja Azaranka [4]
- Doppio maschile:  Jürgen Melzer /  Philipp Petzschner [5]
- Doppio femminile:  Nadia Petrova /  Anastasija Rodionova [6],  Peng Shuai /  Zheng Jie [8]
- Doppio misto:  Nenad Zimonjić /  Katarina Srebotnik [3],  Andy Ram /  Meghann Shaughnessy [15]

### 1º luglio (11º giorno)
Nell'11ª giornata si sono giocati gli incontri delle semifinali del singolare maschile e del 3º turno, quarti di finale e semifinali dei doppi maschili, femminili e misto. Sono andati avanti i tornei riservati alla categoria juniores e quelli riservati alle leggende del tennis del passato. Sono iniziati i tornei riservati agli atleti in carrozzina in base al programma della giornata

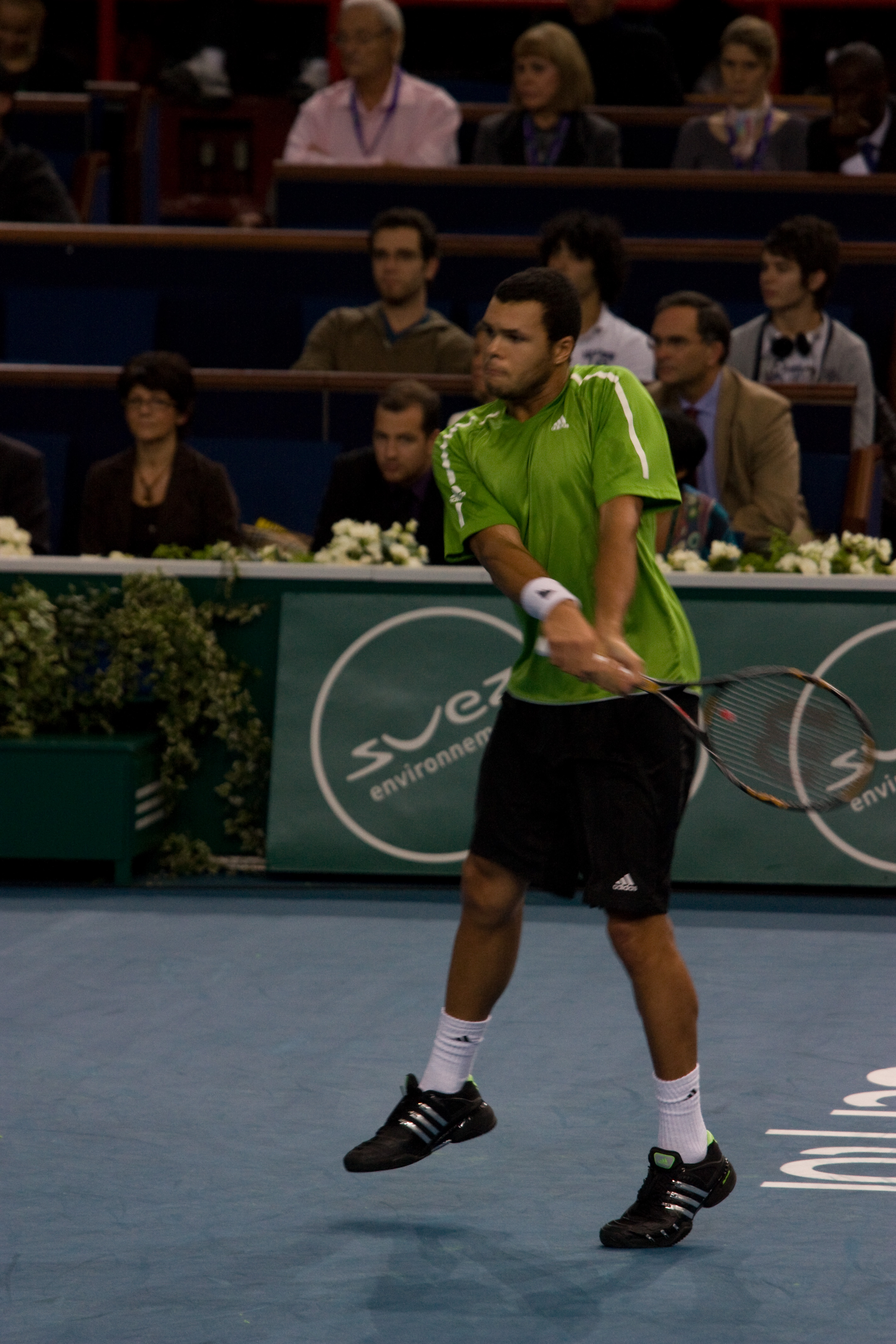
Jo-Wilfried Tsonga ha perso in semifinale contro Novak Đoković

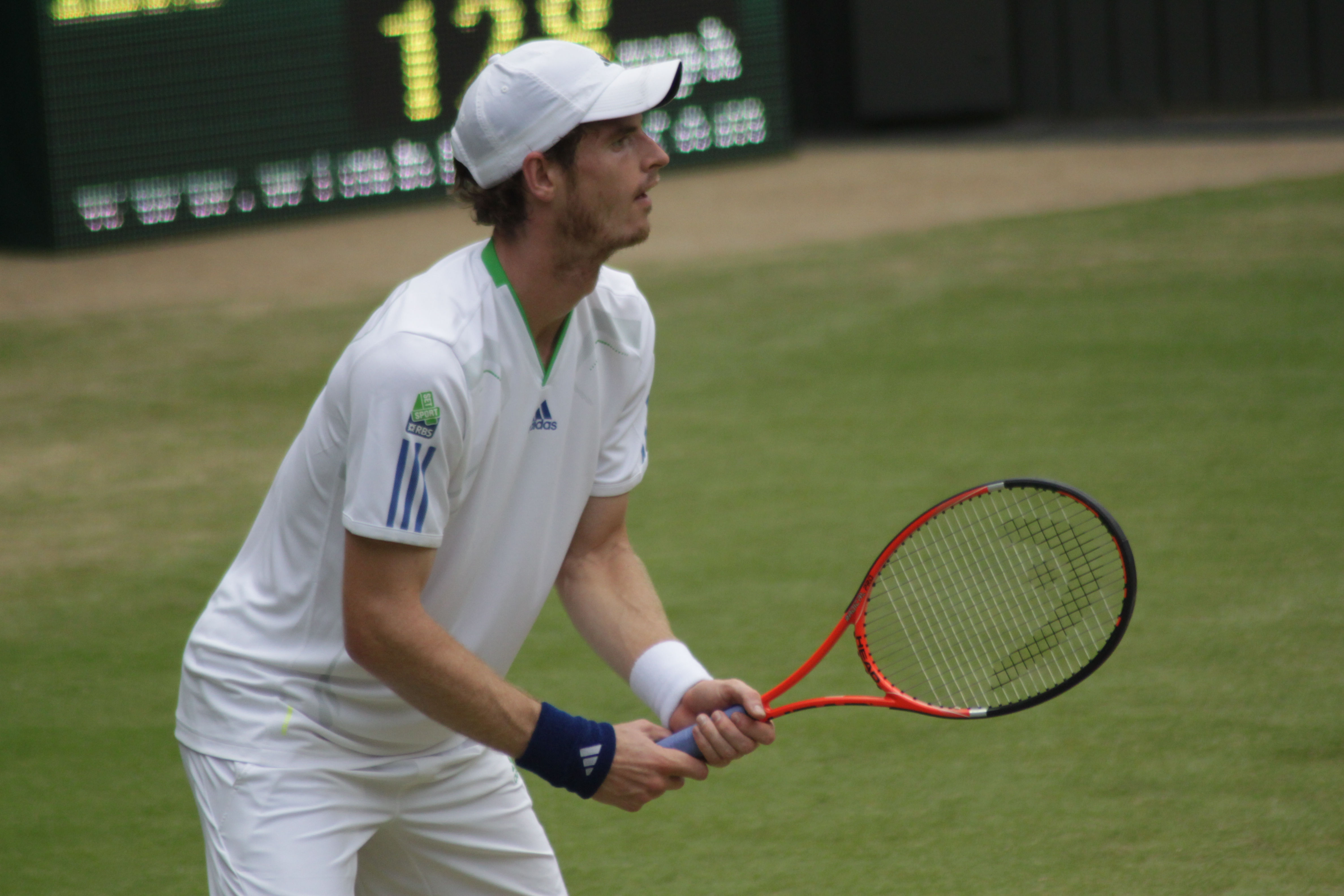
Andy Murray esce per la 3ª volta consecutiva in semifinale

Nel torneo del singolare maschile il protagonista della stagione 2011, Novak Đoković, ha battuto Jo-Wilfried Tsonga per 7-6 6-2 6-7 6-3. Nel primo set si ottengono diversi break da entrambe le parti e si arriva al tie-break che vince il serbo per 7 punti a 4. Nel secondo set il serbo vince con il punteggio di 6-2. il terzo set, come il primo è deciso dal tie-break ma a prevalere questa volta è il francese. L'ultimo set è a favore di Novak che vince per sei giochi a tre. Il lunedì successivo a questa vittoria il serbo diventerà, per la prima volta in carriera, il numero al mondo nel ranking ATP.
Il maiorchino Rafael Nadal battendo Andy Murray in quattro set accede alla finale. Lo spagnolo è costretto a cedere solo il primo set perso con il punteggio di 7-5, ma riesce a prevalere negli altri tre con il punteggio di 6–2, 6–2, 6–4.
| Incontri sui campi principali        | Incontri sui campi principali    | Incontri sui campi principali         | Incontri sui campi principali |
| Incontri sul Centre Court            | Incontri sul Centre Court        | Incontri sul Centre Court             | Incontri sul Centre Court     |
| Turno                                | Vincitore                        | Perdente                              | Punteggio                     |
| ------------------------------------ | -------------------------------- | ------------------------------------- | ----------------------------- |
| Semifinali singolare maschile        | Novak Đoković [2]                | Jo-Wilfried Tsonga [12]               | 7–64, 6–2, 69–7, 6–3          |
| Semifinali singolare maschile        | Rafael Nadal [1]                 | Andy Murray [4]                       | 5–7, 6–2, 6–2, 6–4            |
| Incontri sul No. 1 Court             |                                  |                                       |                               |
| Turno                                | Vincitore                        | Perdente                              | Punteggio                     |
| Semifinali doppio maschile           | Bob Bryan [1] Mike Bryan [1]     | Michaël Llodra [6] Nenad Zimonjić [6] | 6–4, 6–4, 68–7, 64–7, 9–7     |
| Doppio femminile per invito gruppo B | Lindsay Davenport Martina Hingis | Tracy Austin Kathy Rinaldi            | 6–2, 6–3                      |
| Doppio maschile per invito gruppo B  | Jacco Eltingh Paul Haarhuis      | Mark Petchey Chris Wilkinson          | 6–3, 6–4                      |

Teste di serie eliminate:
- Singolare maschile:  Jo-Wilfried Tsonga [12],  Andy Murray [4]
- Doppio maschile:  Michaël Llodra /  Nenad Zimonjić [6]
- Doppio femminile:  Sania Mirza /  Elena Vesnina [4]
- Doppio misto:  Bob Bryan /  Liezel Huber [1],  Rohan Bopanna /  Sania Mirza [6],  Mark Knowles /  Nadia Petrova [11],  Leander Paes /  Cara Black [14]

### 2 luglio (12º giorno)
Nella 12ª giornata si sono giocati la finale del singolare femminile e dei doppi maschili e femminili. Si sono giocate le semifinali del doppio misto. Sono andati avanti i tornei riservati alla categoria juniores e quelli alle leggende del tennis del passato. Sono proseguiti i tornei riservati agli atleti in carrozzina in base al programma della giornata

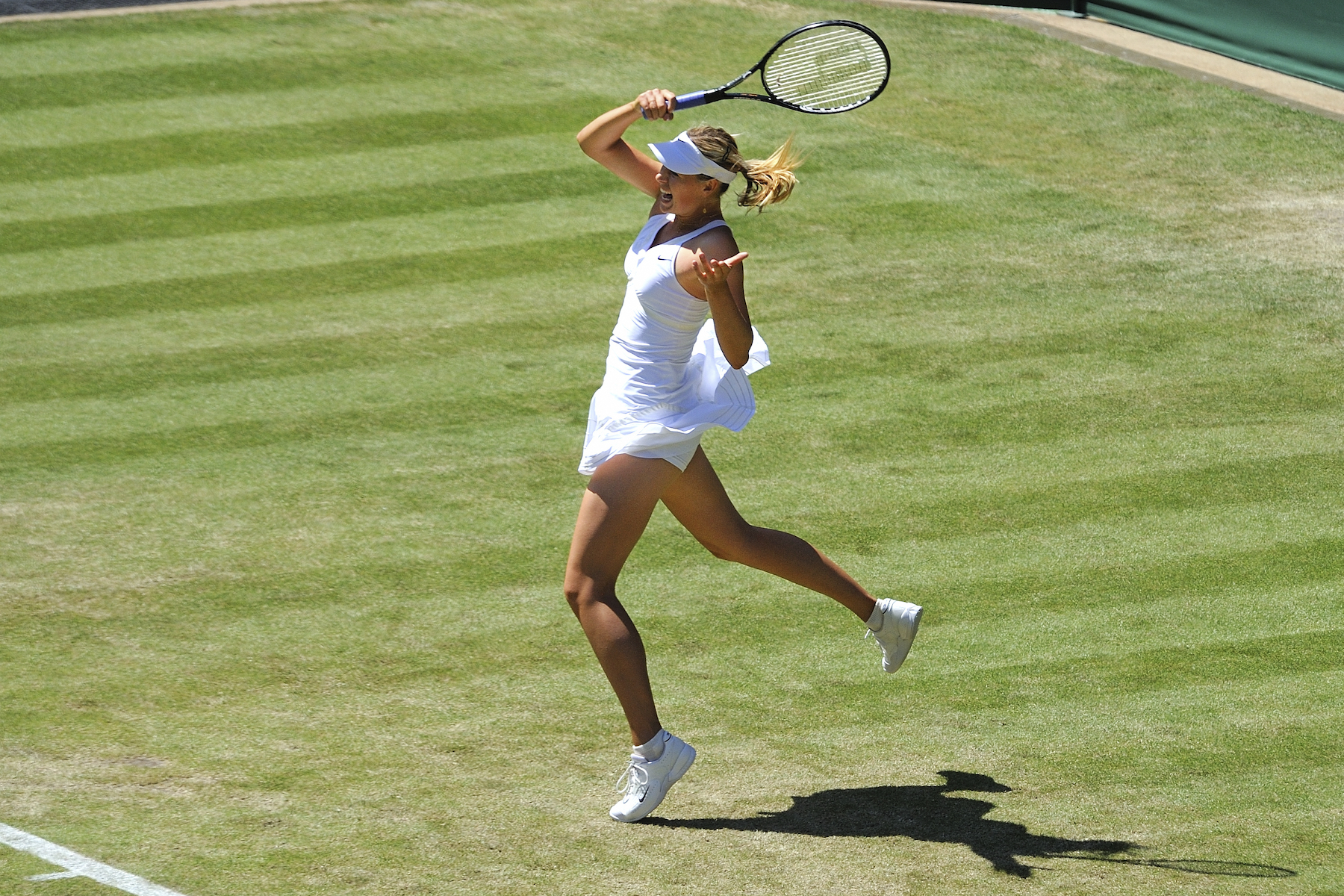
Marija Šarapova perde in finale contro Petra Kvitová

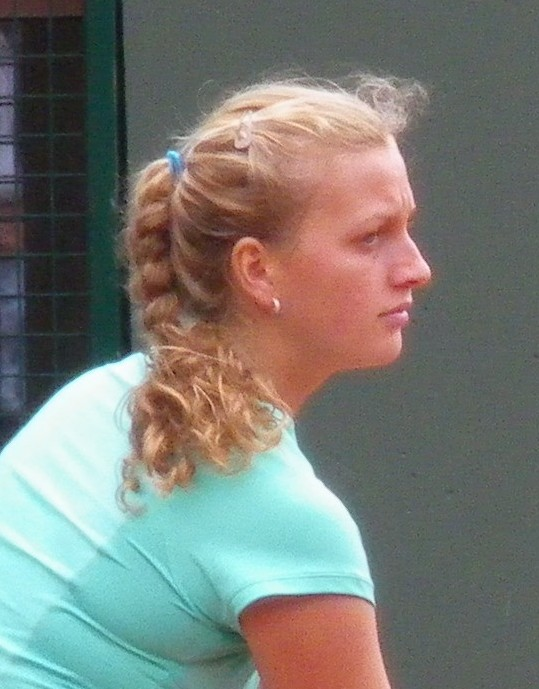
Petra Kvitová si aggiudica il 1º titolo a Wimbledon

Nel torneo del singolare femminile Petra Kvitová vince il torneo e si aggiudica il piatto di avorio per la prima volta in carriera. La ventunenne di Bílovec per aggiudicarsi il titolo ha battuto in finale la russa Marija Šarapova per 6-3 6-4 in 86 minuti di gioco. Ad assistere al match c'era la nove volte campionessa di Wimbledon Martina Navrátilová.

#### Statistiche della finale femminile
| 2 luglio 2011 15:00 Finale femminile | Petra Kvitová (8) | 2 – 0 6-3, 6-4 | Marija Šarapova (5) | Centre Court, Wimbledon spettatori: 22.000 Giudice di sedia: Alison Lang |

|     |                         |     |  |
| 66% | Prime di servizio       | 76% |  |
|     |                         |     |  |
| 4   | Doppi falli             | 6   |  |
|     |                         |     |  |
| 13  | Errori gratuiti         | 12  |  |
|     |                         |     |  |
| 19  | Vincenti                | 10  |  |
|     |                         |     |  |
| 1   | Aces                    | 3   |  |
|     |                         |     |  |
| 72% | Vincenti 1ª di servizio | 52% |  |
|     |                         |     |  |
| 36% | Vincenti 2ª di servizio | 27% |  |
|     |                         |     |  |
| 70  | Punti totali            | 58  |  |
|     |                         |     |  |
|     |                         |     |  |

| Incontri sui campi principali | Incontri sui campi principali            | Incontri sui campi principali        | Incontri sui campi principali |
| Incontri sul Centre Court     | Incontri sul Centre Court                | Incontri sul Centre Court            | Incontri sul Centre Court     |
| Turno                         | Vincitore                                | Perdente                             | Punteggio                     |
| ----------------------------- | ---------------------------------------- | ------------------------------------ | ----------------------------- |
| Finale singolare femminile    | Petra Kvitová [8]                        | Marija Šarapova [5]                  | 6–3, 6–4                      |
| Finale doppio maschile        | Bob Bryan [1] Mike Bryan [1]             | Robert Lindstedt [8] Horia Tecău [8] | 6–3, 6–4, 7–62                |
| Finale doppio femminile       | Květa Peschke [2] Katarina Srebotnik [2] | Sabine Lisicki Samantha Stosur       | 6–3, 6–1                      |
| Incontri sul No. 1 Court      |                                          |                                      |                               |
| Turno                         | Vincitore                                | Perdente                             | Punteggio                     |
| Finale singolare ragazzi      | Luke Saville [16]                        | Liam Broady [15]                     | 2–6, 6–4, 6–2                 |
| Semifinali doppio misto       | Mahesh Bhupathi [4] Elena Vesnina [4]    | Paul Hanley Hsieh Su-wei             | 6–2, 3–6, 7–5                 |
| Semifinali doppio misto       | Jürgen Melzer [9] Iveta Benešová [9]     | Daniel Nestor [8] Latisha Chan [8]   | 6–4, 6–4                      |

Teste di serie eliminate:
- Singolare femminile:  Marija Šarapova [5]
- Doppio maschile:  Robert Lindstedt /  Horia Tecău [8]
- Doppio femminile: Nessuna
- Doppio misto:  Daniel Nestor /  Latisha Chan [8]

### 3 luglio (13º giorno)
Nella 13ª e ultima giornata si giocano la finale del singolare maschile e del doppio misto. Si concludono i tornei riservati alla categoria juniores e quelli alle leggende del tennis del passato. Terminano anche i tornei riservati agli atleti in carrozzina in base al programma della giornata

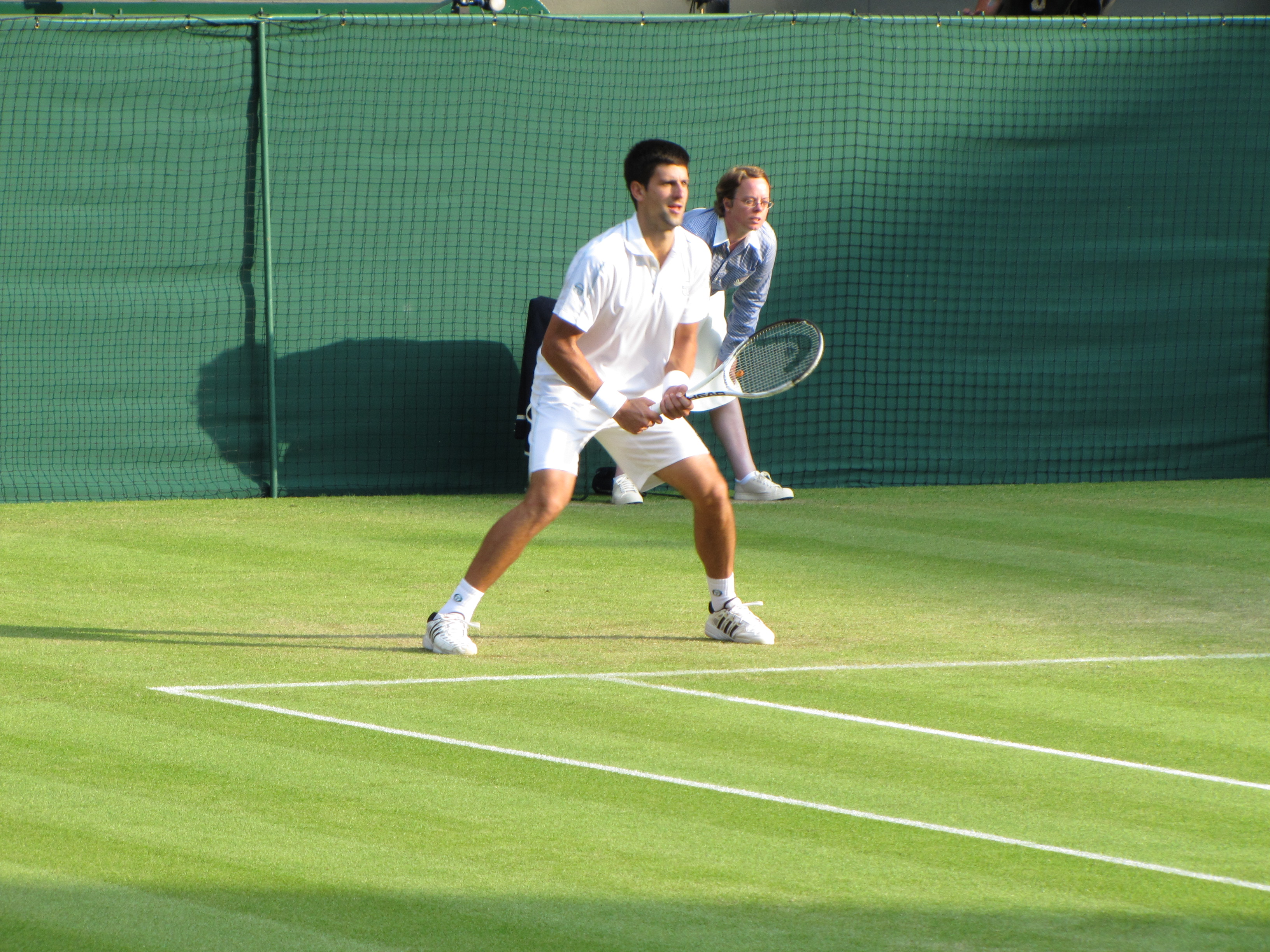
Novak Đoković vince per la prima volta il torneo di Wimbledon

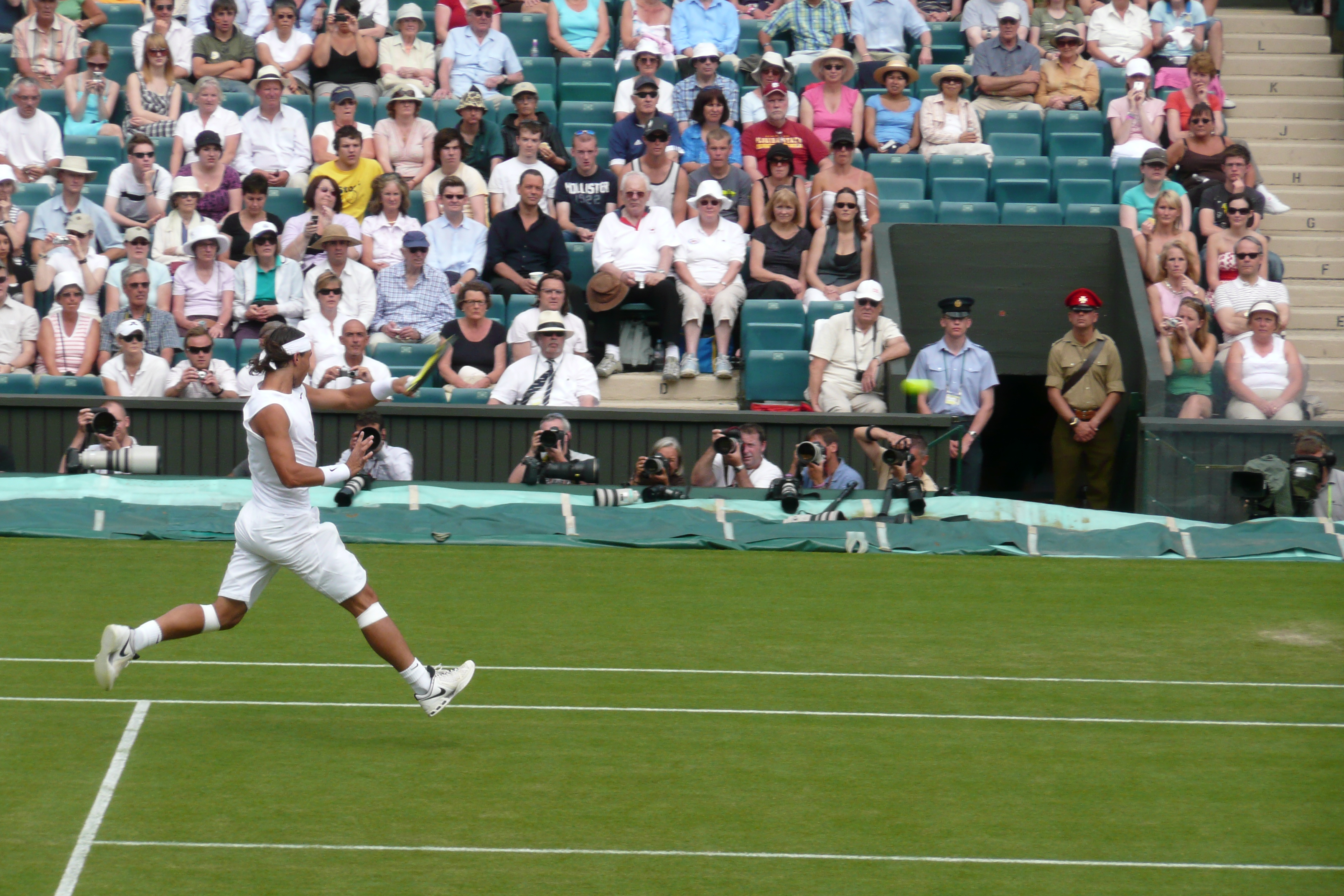
Rafael Nadal perde per la 3ª volta in finale a Wimbledon

Nel torneo del singolare maschile Il serbo Novak Đoković ha sconfitto Rafael Nadal per 6-4 6-1 1-6 6-3 nella finale che assegnava il titolo. Lo spagnolo è riuscito ad avere la meglio solo nel terzo set, ma Ðokovic ha prevalso con il punteggio finale di 6–4, 6–1, 1–6, 6–3. Novak si aggiudica così per la prima volta i Championships vincendo il secondo Slam dell'anno dopo l'Australian Open a cui si aggiungerà anche lo US Open di New York.
| Incontri sui campi principali            | Incontri sui campi principali        | Incontri sui campi principali         | Incontri sui campi principali |
| Incontri sul Centre Court                | Incontri sul Centre Court            | Incontri sul Centre Court             | Incontri sul Centre Court     |
| Turno                                    | Vincitore                            | Perdente                              | Punteggio                     |
| ---------------------------------------- | ------------------------------------ | ------------------------------------- | ----------------------------- |
| Finale singolare maschile                | Novak Đoković [2]                    | Rafael Nadal [1]                      | 6–4, 6–1, 1–6, 6–3            |
| Finale doppio misto                      | Jürgen Melzer [9] Iveta Benešová [9] | Mahesh Bhupathi [4] Elena Vesnina [4] | 6–3, 6–2                      |
| Incontri sul No. 1 Court                 |                                      |                                       |                               |
| Turno                                    | Vincitore                            | Perdente                              | Punteggio                     |
| Finale singolare ragazze                 | Ashleigh Barty [12]                  | Irina Chromačëva [3]                  | 7–5, 7–63                     |
| Finale doppio maschile per invito senior | Pat Cash Mark Woodforde              | Jeremy Bates Anders Järryd            | 6–3, 5–7, [10–5]              |
| Finale doppio ragazzi                    | George Morgan [2] Mate Pavić [2]     | Oliver Golding [1] Jiří Veselý [1]    | 3–6, 6–4, 7–5                 |

#### Statistiche della finale maschile
| 3 luglio 2010 15:00 Finale maschile | Novak Đoković (2) | 3 – 1 6-4 6-1 1-6 6-3 | Rafael Nadal (1) | Centre Court, Wimbledon spettatori: 22.000 Giudice di sedia: Carlos Bernardes |

|     |                         |     |  |
| 73% | Prime di servizio       | 79% |  |
|     |                         |     |  |
| 1   | Doppi falli             | 1   |  |
|     |                         |     |  |
| 12  | Errori gratuiti         | 15  |  |
|     |                         |     |  |
| 27  | Vincenti                | 21  |  |
|     |                         |     |  |
| 7   | Aces                    | 5   |  |
|     |                         |     |  |
| 72% | Vincenti 1ª di servizio | 67% |  |
|     |                         |     |  |
| 54% | Vincenti 2ª di servizio | 44% |  |
|     |                         |     |  |
| 95  | Punti totali            | 82  |  |
|     |                         |     |  |
|     |                         |     |  |

Teste di serie eliminate:
- Singolare maschile:  Rafael Nadal [1]
- Doppio misto:  Mahesh Bhupathi /  Elena Vesnina [4]

## Seniors

### Singolare maschile
Novak Đoković ha sconfitto in finale  Rafael Nadal per 6-4, 6-1, 1-6, 6-3.
- È l'ottavo titolo dell'anno per Ðokovic e il terzo titolo del Grande Slam in carriera.

### Singolare femminile
Petra Kvitová ha sconfitto in finale  Marija Šarapova per 6-3, 6-4.
- È il quarto titolo dell'anno per Petra Kvitová e il primo titolo del Grande Slam in carriera.

### Doppio maschile
Bob Bryan /  Mike Bryan hanno sconfitto in finale  Robert Lindstedt /  Horia Tecău per 6-3, 6-4, 7–6(2)
- È l'undicesimo titolo del Grande Slam per i gemelli Bryan, il secondo a Wimbledon dopo la vittoria del 2006.

### Doppio femminile
Květa Peschke /  Katarina Srebotnik hanno sconfitto in finale  Sabine Lisicki /  Samantha Stosur per 6-3, 6-1.
- Per Peschke e Srebotnik è il primo titolo del Grande Slam nel doppio femminile.

### Doppio Misto
Jürgen Melzer /  Iveta Benešová hanno sconfitto in finale  Mahesh Bhupathi /  Elena Vesnina per 6–3, 6–2

## Junior

### Singolare ragazzi
Luke Saville ha sconfitto in finale  Liam Broady per 2-6, 6-4, 6-2.

### Singolare ragazze
Ashleigh Barty ha sconfitto in finale  Irina Chromačëva per 7–5, 7–6(3)

### Doppio ragazzi
George Morgan /  Mate Pavić ha sconfitto in finale  Oliver Golding /  Jiří Veselý per 3–6, 6–4, 7–5

### Doppio ragazze
Eugenie Bouchard /  Grace Min ha sconfitto in finale  Demi Schuurs /  Tang Haochen per 5–7, 6–2, 7–5

## Altri eventi

### Doppio maschile per invito
Jacco Eltingh /  Paul Haarhuis hanno sconfitto in finale  Jonas Björkman /  Todd Woodbridge per 3–6, 6–3, [13–11]

### Doppio maschile per invito senior
Pat Cash /  Mark Woodforde hanno sconfitto in finale  Jeremy Bates /  Anders Järryd per 6–3, 5–7, [10–5]

### Doppio femminile per invito
Lindsay Davenport /  Martina Hingis hanno sconfitto in finale  Martina Navrátilová /  Jana Novotná per 6-4, 6-4.

### Doppio maschile carrozzina
Maikel Scheffers /  Ronald Vink hanno sconfitto in finale  Stéphane Houdet /  Michael Jeremiasz per 7–5, 6–2

### Doppio femminile carrozzina
Esther Vergeer /  Sharon Walraven hanno sconfitto in finale  Jiske Griffioen /  Aniek van Koot per 6-4, 3-6, 7-5.
- È il 36º titolo del Grande Slam in carriera per Esther Vergeer, il 18º in doppio.

## Teste di serie nel singolare
Le seguenti tabelle illustrano i giocatori e le giocatrici che non hanno partecipato al torneo, quelli che sono stati eliminati, e i loro nuovi punteggi nelle classifiche ATP e WTA. Nel singolare maschile, le teste di serie non sono basate soltanto sul ranking ATP; il punteggio di ciascuno viene calcolato in base ai seguenti criteri:
- Punti nel ranking ATP alla settimana precedente il torneo.
- Viene aggiunto il 100% dei punti ottenuti in tutti i tornei sull'erba nei precedenti 12 mesi.
- Viene aggiunto il 75% dei punti ottenuti in tutti i tornei sull'erba nei 12 mesi ancora precedenti.

Nel torneo singolare femminile, invece, le teste di serie seguono il ranking WTA, salvo casi particolari decisi dal comitato.
| Legenda colori             |
| Vincitore                  |
| Finalista                  |
| Semifinalista              |
| Quarti di finale           |
| Eliminati a 1T, 2T, 3T, 4T |
| Non partecipa              |

### Classifica singolare maschile
| Testa di serie | Ranking | Giocatore              | Punti | Punti da difendere | Punti conquistati | Nuovo punteggio | Situazione                                |
| -------------- | ------- | ---------------------- | ----- | ------------------ | ----------------- | --------------- | ----------------------------------------- |
| 1              | 1       | Rafael Nadal           | 12070 | 2000               | 1200              | 11270           | Sconfitto in finale da Novak Đoković      |
| 2              | 2       | Novak Đoković          | 12005 | 720                | 2000              | 13285           | Vittoria in finale contro Rafael Nadal    |
| 3              | 3       | Roger Federer          | 9230  | 360                | 360               | 9230            | Eliminato ai quarti da Jo-Wilfried Tsonga |
| 4              | 4       | Andy Murray            | 6855  | 720                | 720               | 6855            | Eliminato in semifinale da Rafael Nadal   |
| 5              | 5       | Robin Söderling        | 4595  | 360                | 90                | 4325            | Eliminato al 3T da Bernard Tomić          |
| 6              | 7       | Tomáš Berdych          | 3490  | 1200               | 180               | 2470            | Eliminato al 4T da Mardy Fish             |
| 7              | 6       | David Ferrer           | 4150  | 180                | 180               | 4150            | Eliminato al 4T da Jo-Wilfried Tsonga     |
| 8              | 10      | Andy Roddick           | 2200  | 180                | 90                | 2110            | Eliminato al 3T da Feliciano López        |
| 9              | 8       | Gaël Monfils           | 2780  | 90                 | 90                | 2780            | Eliminato al 3T da Łukasz Kubot           |
| 10             | 9       | Mardy Fish             | 2335  | 45                 | 360               | 2650            | Eliminato ai quarti da Rafael Nadal       |
| 11             | 11      | Jürgen Melzer          | 2175  | 180                | 90                | 2085            | Eliminato al 3T da Xavier Malisse         |
| 12             | 19      | Jo-Wilfried Tsonga     | 1585  | 360                | 720               | 1945            | Eliminato in semifinale da Novak Đoković  |
| 13             | 12      | Viktor Troicki         | 1930  | 45                 | 45                | 1930            | Eliminato al 2T da Lu Yen-hsun            |
| 14             | 14      | Stan Wawrinka          | 1920  | 10                 | 45                | 1955            | Eliminato al 2T da Simone Bolelli         |
| 15             | 16      | Gilles Simon           | 1745  | 90                 | 90                | 1745            | Eliminato al 3T da Juan Martín del Potro  |
| 16             | 15      | Nicolás Almagro        | 1875  | 10                 | 90                | 1955            | Eliminato al 3T da Michail Južnyj         |
| 17             | 13      | Richard Gasquet        | 1925  | 0                  | 180               | 2105            | Eliminato al 4T da Andy Murray            |
| 18             | 17      | Michail Južnyj         | 1740  | 45                 | 180               | 1875            | Eliminato al 4T da Roger Federer          |
| 19             | 25      | Michaël Llodra         | 1295  | 45                 | 180               | 1430            | Eliminato al 4T da Novak Đoković          |
| 20             | 18      | Florian Mayer          | 1600  | 90                 | 45                | 1555            | Eliminato al 2T da Xavier Malisse         |
| 21             | 23      | Fernando Verdasco      | 1425  | 10                 | 45                | 1460            | Eliminato al 2T da Robin Haase            |
| 22             | 21      | Aleksandr Dolhopolov   | 1405  | 45                 | 10                | 1370            | Eliminato al 1T da Fernando González      |
| 23             | 30      | Janko Tipsarević       | 1305  | 10                 | 10                | 1305            | Eliminato al 1T da Ivo Karlović           |
| 24             | 22      | Juan Martín del Potro  | 1445  | 0                  | 180               | 1625            | Eliminato al 4T da Rafael Nadal           |
| 25             | 20      | Juan Ignacio Chela     | 1475  | 10                 | 45                | 1510            | Eliminato al 2T da Alex Bogomolov Jr.     |
| 26             | 32      | Guillermo García López | 1120  | 10                 | 45                | 1155            | Eliminato al 2T da Karol Beck             |
| 27             | 27      | Marin Čilić            | 1345  | 10                 | 10                | 1345            | Eliminato al 1T da Ivan Ljubičić          |
| 29             | 24      | David Nalbandian       | 1425  | 0                  | 90                | 1470            | Eliminato al 3T da Roger Federer          |
| 28             | 28      | Nikolaj Davydenko      | 1330  | 45                 | 10                | 1295            | Eliminato al 1T da Bernard Tomić          |
| 30             | 29      | Thomaz Bellucci        | 1305  | 90                 | 10                | 1225            | Eliminato al 1T da Rainer Schüttler       |
| 31             | 26      | Milos Raonic           | 1354  | (32)               | 45                | 1367            | Eliminato al 2T da Gilles Müller          |
| 32             | 31      | Marcos Baghdatis       | 1295  | 10                 | 90                | 1375            | Eliminato al 3T da Novak Đoković          |

### Classifica singolare femminile
| Testa di serie | Ranking | Giocatrice               | Punti | Punti da difendere | Punti conquistati | Nuovo punteggio | Situazione                                     |
| -------------- | ------- | ------------------------ | ----- | ------------------ | ----------------- | --------------- | ---------------------------------------------- |
| 1              | 1       | Caroline Wozniacki       | 9915  | 280                | 280               | 9915            | Eliminata al 4T da Dominika Cibulková          |
| N/A            | 2       | Kim Clijsters            | 8125  | 500                | 0                 | 7625            | Infortunio al piede                            |
| 2              | 3       | Vera Zvonarëva           | 7935  | 1400               | 160               | 6695            | Eliminata al 3T da Cvetana Pironkova           |
| 3              | 4       | Li Na                    | 6255  | 500                | 100               | 5855            | Eliminata al 2T da Sabine Lisicki              |
| 4              | 5       | Viktoryja Azaranka       | 5725  | 160                | 900               | 6465            | Eliminata in semifinale da Petra Kvitová       |
| 5              | 6       | Marija Šarapova          | 5021  | 280                | 1400              | 6141            | Sconfitta in finale da Petra Kvitová           |
| 6              | 7       | Francesca Schiavone      | 4705  | 5                  | 160               | 4860            | Eliminata al 3T da Tamira Paszek               |
| 7              | 26      | Serena Williams          | 2060  | 2000               | 280               | 340             | Eliminata al 4T da Marion Bartoli              |
| 8              | 8       | Petra Kvitová            | 4337  | 900                | 2000              | 5437            | Vittoria in finale contro Marija Šarapova      |
| 9              | 9       | Marion Bartoli           | 4010  | 280                | 500               | 4230            | Eliminata ai quarti da Sabine Lisicki          |
| 10             | 10      | Samantha Stosur          | 3405  | 5                  | 5                 | 3405            | Eliminata al 1T da Melinda Czink               |
| 11             | 11      | Andrea Petković          | 3150  | 5                  | 160               | 3115            | Eliminata al 3T da Ksenija Pervak              |
| 12             | 12      | Svetlana Kuznecova       | 3160  | 100                | 160               | 3220            | Eliminata al 3T da Yanina Wickmayer            |
| 13             | 13      | Agnieszka Radwańska      | 3175  | 280                | 100               | 2995            | Eliminata al 2T da Petra Cetkovská             |
| 14             | 14      | Anastasija Pavljučenkova | 3055  | 160                | 100               | 2995            | Eliminata al 2T da Nadia Petrova               |
| 15             | 15      | Jelena Janković          | 3050  | 280                | 5                 | 2775            | Eliminata al 1T da María José Martínez Sánchez |
| 16             | 16      | Julia Görges             | 2560  | 5                  | 160               | 2715            | Eliminata al 3T da Dominika Cibulková          |
| 17             | 17      | Kaia Kanepi              | 2466  | 500                | 5                 | 1971            | Eliminata al 1T da Sara Errani                 |
| 18             | 18      | Ana Ivanović             | 2400  | 5                  | 160               | 2555            | Eliminata al 3T da Petra Cetkovská             |
| 19             | 19      | Yanina Wickmayer         | 2350  | 160                | 280               | 2470            | Eliminata al 4T da Petra Kvitová               |
| 20             | 20      | Peng Shuai               | 2300  | 0                  | 280               | 2580            | Eliminata al 4T da Marija Šarapova             |
| 21             | 21      | Flavia Pennetta          | 2220  | 160                | 160               | 2220            | Eliminata al 3T da Marion Bartoli              |
| 22             | 22      | Shahar Peer              | 2170  | 100                | 5                 | 2075            | Eliminata al 1T da Ksenija Pervak              |
| 23             | 33      | Venus Williams           | 1680  | 500                | 280               | 1460            | Eliminata al 4T da Cvetana Pironkova           |
| 24             | 23      | Dominika Cibulková       | 2115  | 160                | 500               | 2455            | Eliminata ai quarti da Marija Šarapova         |
| N/A            | 24      | Alisa Klejbanova         | 2005  | 160                | 0                 | 1845            | Malattia                                       |
| 25             | 25      | Daniela Hantuchová       | 2135  | 100                | 160               | 2195            | Eliminata al 3T da Viktoryja Azaranka          |
| 26             | 27      | Marija Kirilenko         | 1985  | 160                | 160               | 1985            | Eliminata al 3T da Serena Williams             |
| 27             | 28      | Jarmila Gajdošová        | 1940  | 0                  | 160               | 2100            | Eliminata al 3T da Caroline Wozniacki          |
| 28             | 29      | Ekaterina Makarova       | 1381  | 100                | 5                 | 1286            | Eliminata al 1T da Christina McHale            |
| 29             | 30      | Roberta Vinci            | 1925  | 100                | 160               | 1985            | Eliminata al 3T da Petra Kvitová               |
| 30             | 31      | Bethanie Mattek-Sands    | 1643  | 5                  | 5                 | 1643            | Eliminata al 1T da Misaki Doi                  |
| 31             | 32      | Lucie Šafářová           | 1585  | 5                  | 100               | 1680            | Eliminata al 2T da Klára Koukalová             |
| 32             | 34      | Cvetana Pironkova        | 1551  | 900                | 500               | 1151            | Eliminata ai quarti da Petra Kvitová           |
| N/A            | 62      | Sabine Lisicki           | 986   | 0                  | 900               | 1886            | Eliminata in semifinale da Marija Šarapova     |

### Assegnazione punteggi
I punteggi delle classifiche ATP e WTA vengono assegnati come illustrato.
| Turno                | Singolare maschile | Doppio maschile | Singolare femminile | Doppio femminile |
| -------------------- | ------------------ | --------------- | ------------------- | ---------------- |
| Vincitore            | 2000               | 2000            | 2000                | 2000             |
| Finale               | 1200               | 1200            | 1400                | 1400             |
| Semifinali           | 720                | 720             | 900                 | 900              |
| Quarti di finale     | 360                | 360             | 500                 | 500              |
| Ottavi di finale     | 180                | 180             | 280                 | 280              |
| Terzo turno          | 90                 | 90              | 160                 | 160              |
| Secondo turno        | 45                 | 0               | 100                 | 5                |
| Primo turno          | 10                 | –               | 5                   | –                |
| Qualificazione       | 25                 | –               | 60                  | –                |
| 3T di qualificazione | 16                 | –               | 50                  | –                |
| 2T di qualificazione | 8                  | –               | 40                  | –                |
| 1T di qualificazione | 0                  | –               | 2                   | –                |

## Premi in denaro
Tutti i premi in denaro sono in sterline (£); i premi del doppio sono assegnati alla coppia.

### Singolare maschile e femminile
- Vincitore: 1 100 000£
- Finalista: 550 000£
- Semifinalista: 275 000£
- Quarti di finale: 137 500£
- Quarto turno: 68 750£
- Terzo turno: 34 375£
- Secondo turno: 20 125£
- Primo turno: 11 500£
- Terzo turno (qualificazioni): 7000£
- Secondo turno (qualificazioni): 3500£
- Primo turno (qualificazioni): 1750£

### Doppio maschile e femminile
- Vincitori: 250 000£
- Finalisti: 125 000£
- Semifinalisti: 62 500£
- Quarti di finale: 31 250£
- Terzo turno: 16 000£
- Secondo turno: 9000£
- Primo turno: 5250£

### Doppio misto
- Vincitori: 92 000£
- Finalisti: 46 000£
- Semifinalisti: 23 000£
- Quarti di finale: 10 500£
- Terzo turno: 5200£
- Secondo turno: 2600£
- Primo turno: 1300£